# Danse avec les stars, la tournée
 (septembre 2021).
 (septembre 2021).
- Si vous ne connaissez pas le sujet, laissez ce bandeau (vous pouvez alors contacter les auteurs).
- Si vous supprimez le contenu mis en cause (vous pouvez préalablement contacter les auteurs),

argumentez précisément cette suppression dans la page de discussion
(un manque de référence n'est pas un argument ; une recherche réelle de référence doit avoir été effectuée, être formellement documentée).
Danse avec les stars, la tournée est un spectacle adapté de l'émission de télévision Danse avec les stars et créé en 2013. Regroupant des anciens participants de l'émission, il propose lors d'une même soirée une compétition entre plusieurs couples et des numéros d'ensemble chorégraphiés par Chris Marques.

## Participants

### Présentation
- Vincent Cerutti (2013-2015),
- Sandrine Quétier (2013-2018),
- Laurent Ournac (2016-2018),
- Karine Ferri (2018).

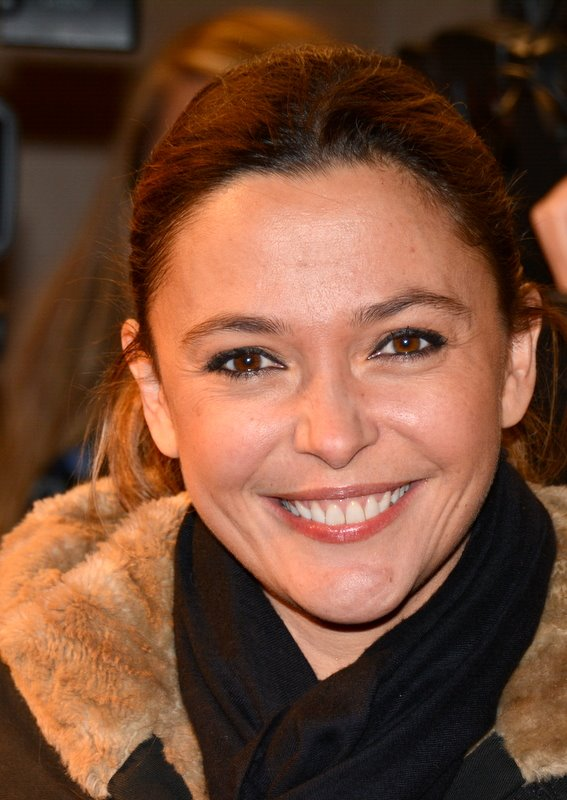
Sandrine Quétier
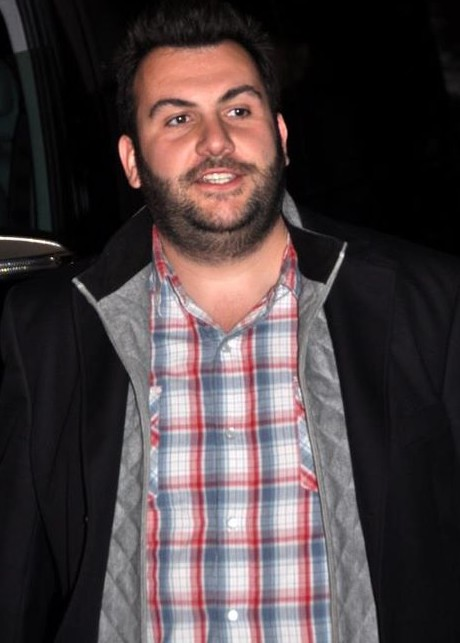
Laurent Ournac
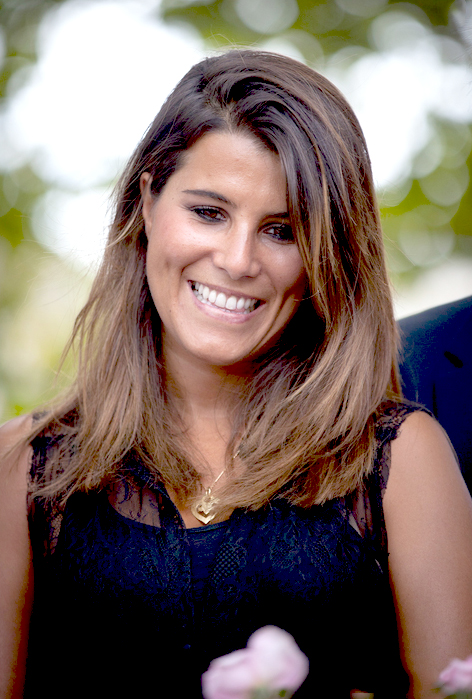
Karine Ferri

### Jury
- Jean-Marc Généreux (2013-2018),
- Chris Marques (2013-2018),
- Jaclyn Spencer[2] (2013-2018)
- Fauve Hautot (2016)

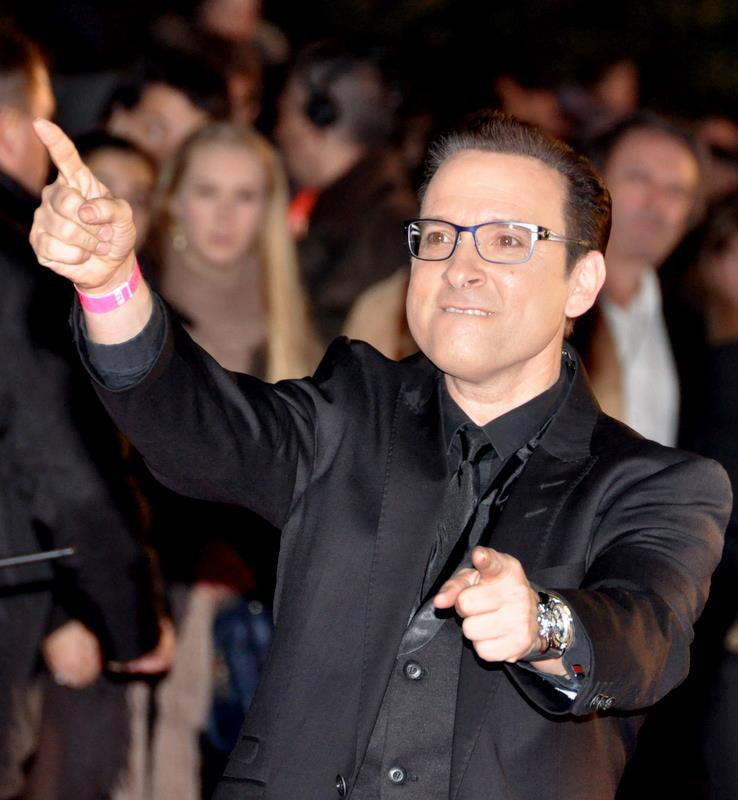
Jean-Marc Généreux
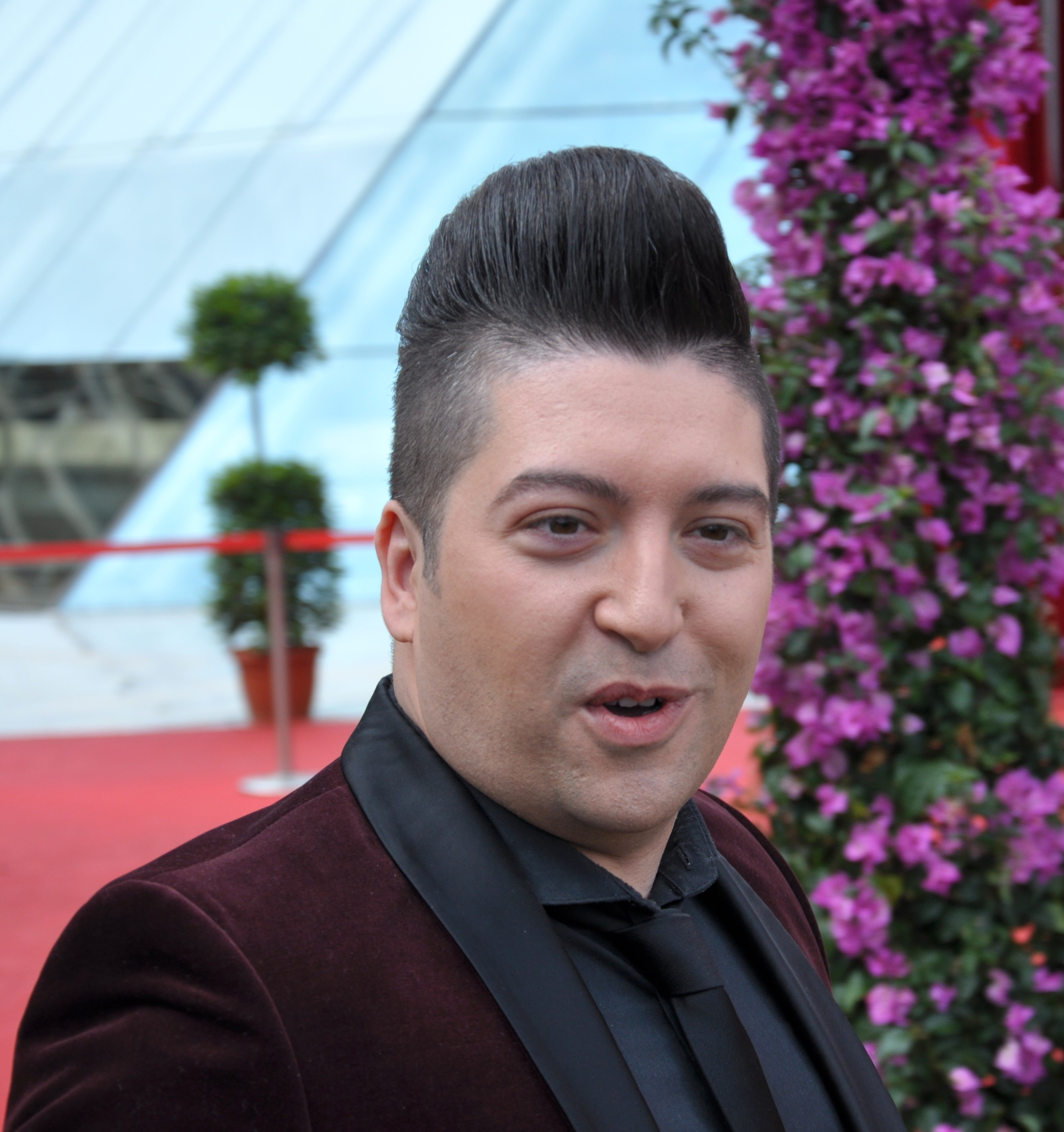
Chris Marques
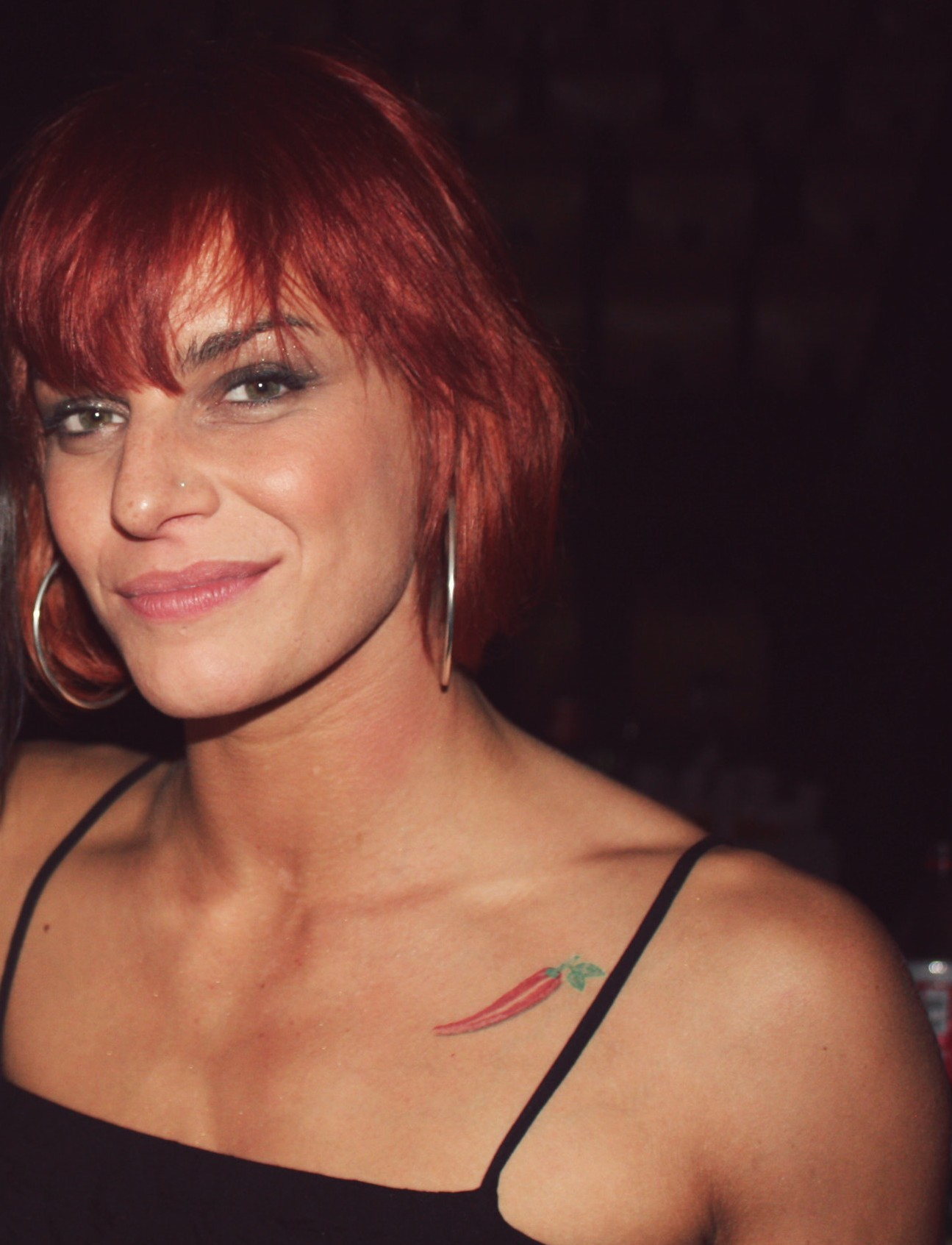
Fauve Hautot

 (29 octobre 2021).
| Emmanuelle Berne      | 0 | 2 | X                  | X                 | X               | —                                           | —                |
| Julien Brugel         | 1 | 3 | —                  | —                 | Fabienne Carat  | X                                           | X                |
| Anthony Colette       | 1 | 1 | X                  | X                 | X               | X                                           | Joy Esther       |
| Marie Denigot         | 2 | 2 | X                  | X                 | X               | Laurent Maistret                            | Lenni-Kim        |
| Maxime Dereymez       | 3 | 5 | Laury Thilleman    | Tonya Kinzinger   | —               | Tonya Kinzinger                             | —                |
| Maxime Dereymez       | 3 | 5 | Laury Thilleman    | Tonya Kinzinger   | —               | Shy'm                                       | —                |
| Guillaume Foucault    | 1 | 4 | X                  | Louisy Joseph     | —               | —                                           | —                |
| Jade Geropp           | 0 | 5 | —                  | —                 | —               | —                                           | —                |
| Denitsa Ikonomova     | 4 | 4 | Laurent Ournac     | Rayane Bensetti   | Rayane Bensetti | Loïc Nottet Laurent Maistret Laurent Ournac | Laurent Maistret |
| Denitsa Ikonomova     | 4 | 4 | Laurent Ournac     | Rayane Bensetti   | Loïc Nottet     | Loïc Nottet Laurent Maistret Laurent Ournac | Laurent Maistret |
| Christophe Licata     | 5 | 5 | Laëtitia Milot     | Nathalie Péchalat | Priscilla Betti | Priscilla Betti                             | Tatiana Silva    |
| Christophe Licata     | 5 | 5 | Laëtitia Milot     | Nathalie Péchalat | Priscilla Betti | Sylvie Tellier                              | Sylvie Tellier   |
| Coralie Licata        | 1 | 4 | Philippe Candeloro | —                 | —               | X                                           | —                |
| Grégoire Lyonnet      | 5 | 5 | Alizée             | Alizée            | Alizée          | Alizée                                      | Alizée           |
| Grégoire Lyonnet      | 5 | 5 | Alizée             | Alizée            | Alizée          | Camille Lou                                 | Alizée           |
| Christian Millette    | 3 | 5 | Lorie              | —                 | —               | Valérie Damidot                             | Élodie Gossuin   |
| Yann-Alrick Mortreuil | 2 | 4 | —                  | —                 | EnjoyPhoenix    | Karine Ferri                                | X                |
| Yann-Alrick Mortreuil | 2 | 4 | —                  | —                 | EnjoyPhoenix    | Tal                                         | X                |
| Jordan Mouillerac     | 0 | 1 | X                  | X                 | X               | X                                           | —                |
| Silvia Notargiacomo   | 2 | 4 | Gérard Vivès       | Gérard Vivès      | —               | —                                           | X                |
| Candice Pascal        | 5 | 5 | Damien Sargue      | Damien Sargue     | Olivier Dion    | Olivier Dion                                | Agustín Galiana  |
| Candice Pascal        | 5 | 5 | Florent Mothe      | Damien Sargue     | Olivier Dion    |                                             | Agustín Galiana  |
| Candice Pascal        | 5 | 5 | Philippe Candeloro | Damien Sargue     | Olivier Dion    |                                             | Agustín Galiana  |
| Candice Pascal        | 5 | 5 | Baptiste Giabiconi | Damien Sargue     | Olivier Dion    |                                             | Agustín Galiana  |
| Katrina Patchett      | 3 | 5 | Brahim Zaibat      | Brahim Zaibat     | Brian Joubert   | Brian Joubert                               | —                |
| Katrina Patchett      | 3 | 5 | Brahim Zaibat      | Brian Joubert     | Brian Joubert   | Brian Joubert                               | —                |

Légende
- Vainqueur de la tournée
- Deuxième de la tournée
- Troisième de la tournée
- Participe a la tournée mais en hors compétition
- Participe uniquement au show TV du 4 février 2017
- — : N'est pas partenaire d'une célébrité sur la tournée mais participe à la tournée
- X : Ne participe pas à la tournée

## Tournée 2013-2014
La première tournée Danse avec les stars a été organisée en France en 2013-2014. Elle a été présentée par Sandrine Quétier et Vincent Cerutti et mise en scène par Chris Marques. Le jury était composé de Chris Marques, Jaclyn Spencer (sa femme) et Jean-Marc Généreux.
Ont participé en tant que candidats : Alizée, Philippe Candeloro, Lorie, Laëtitia Milot, Laurent Ournac, Damien Sargue, Laury Thilleman, et Brahim Zaibat. Ils étaient associés aux danseurs Maxime Dereymez, Denitsa Ikonomova, Christophe Licata, Grégoire Lyonnet, Christian Millette, Silvia Notargiacomo, Candice Pascal et Katrina Patchett.

Candidats de la tournée 2013-2014
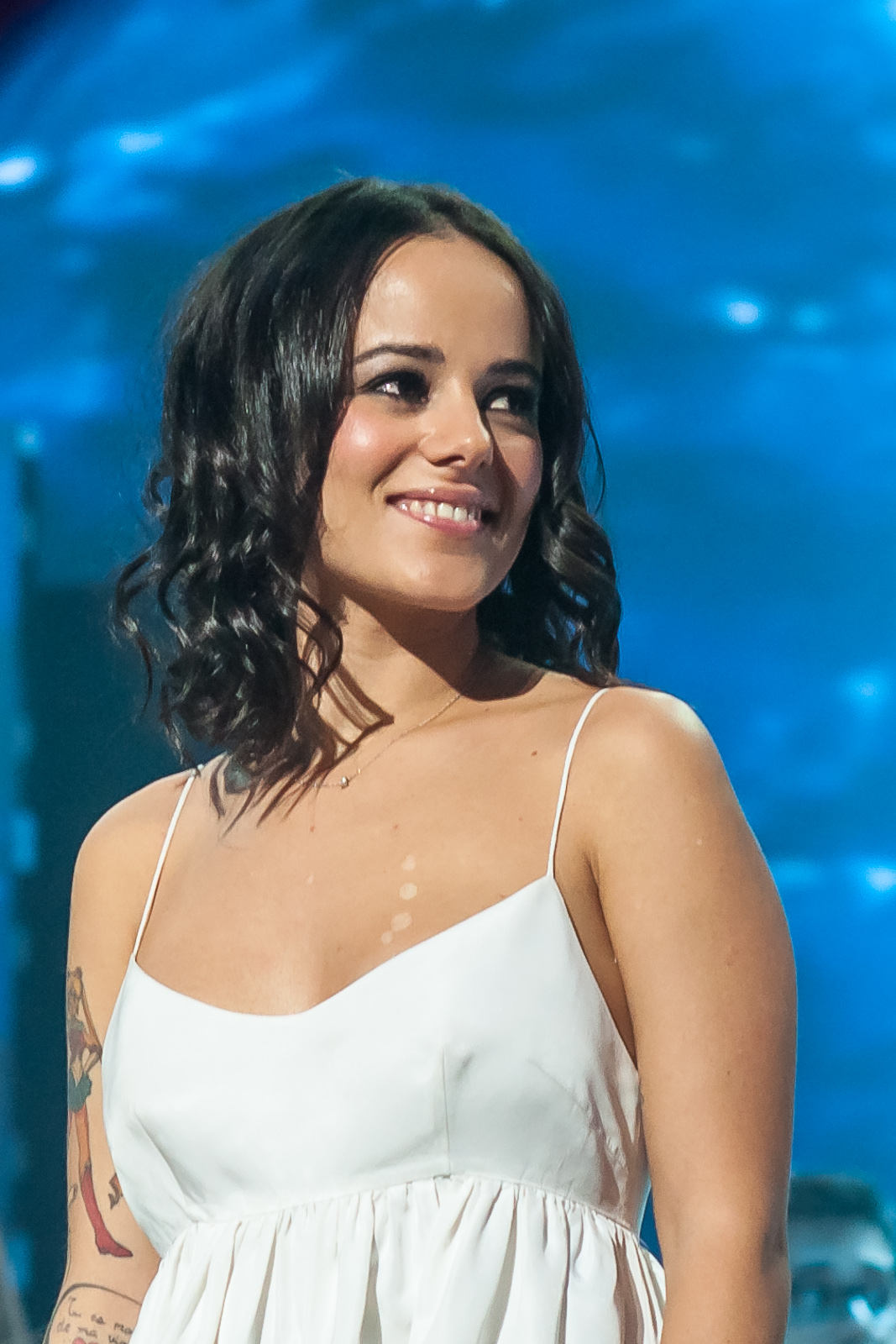
Alizée
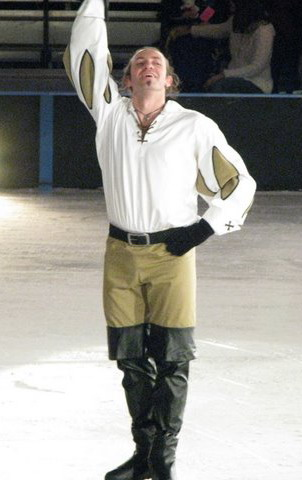
Philippe Candeloro
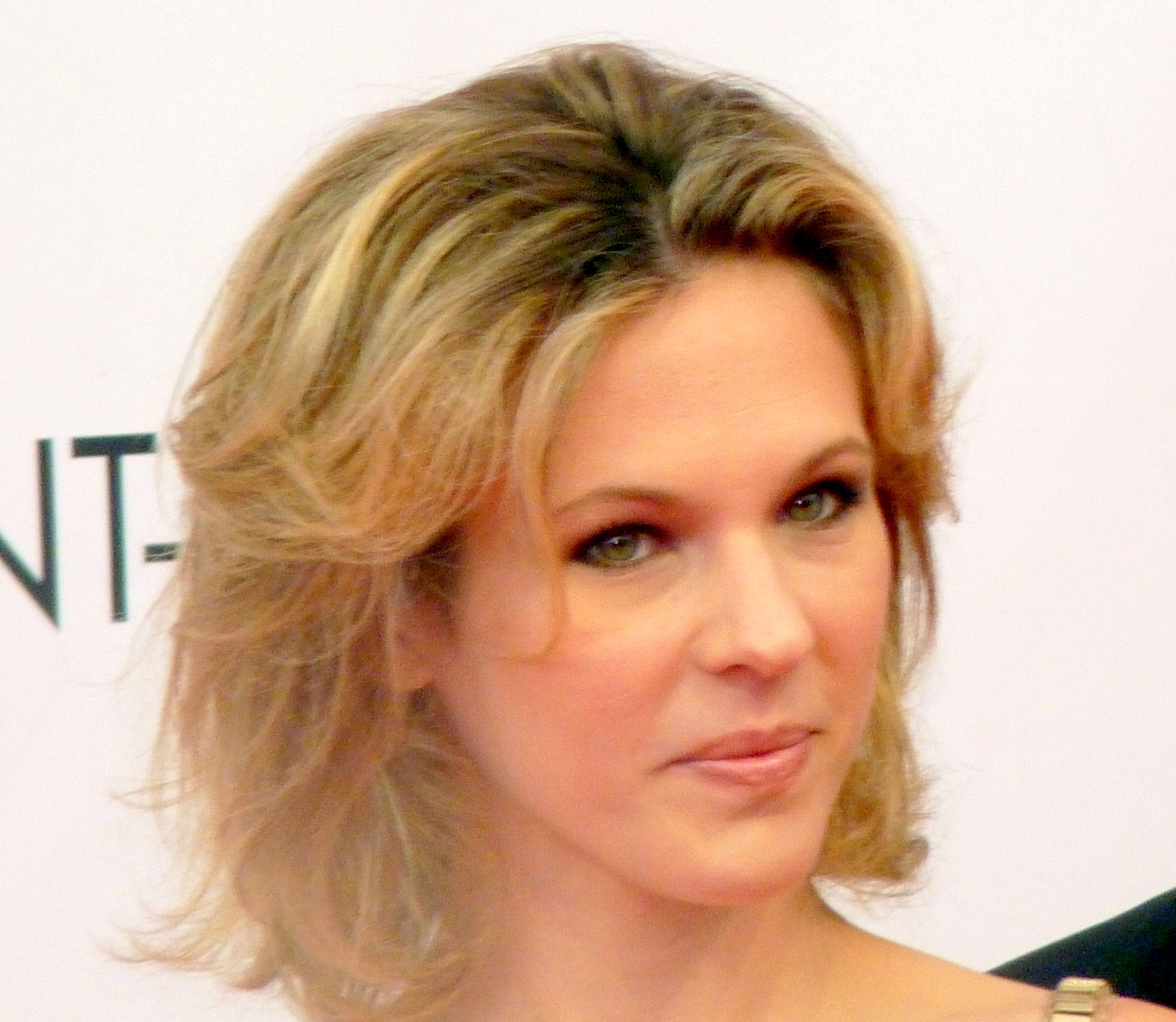
Lorie
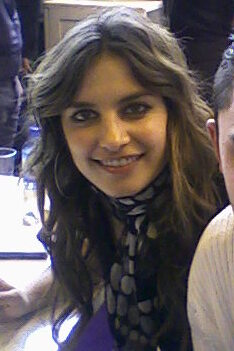
Laëtitia Milot
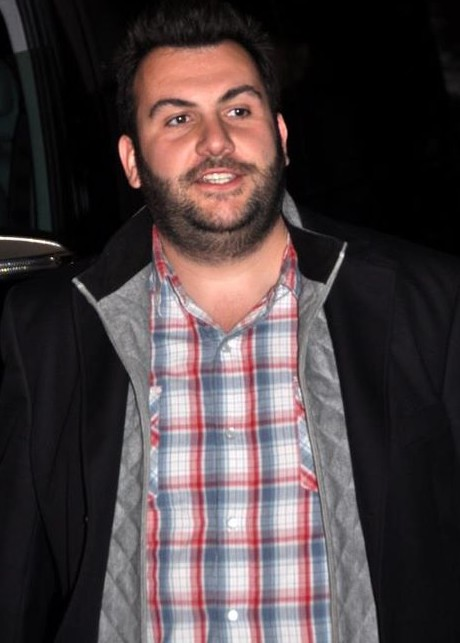
Laurent Ournac

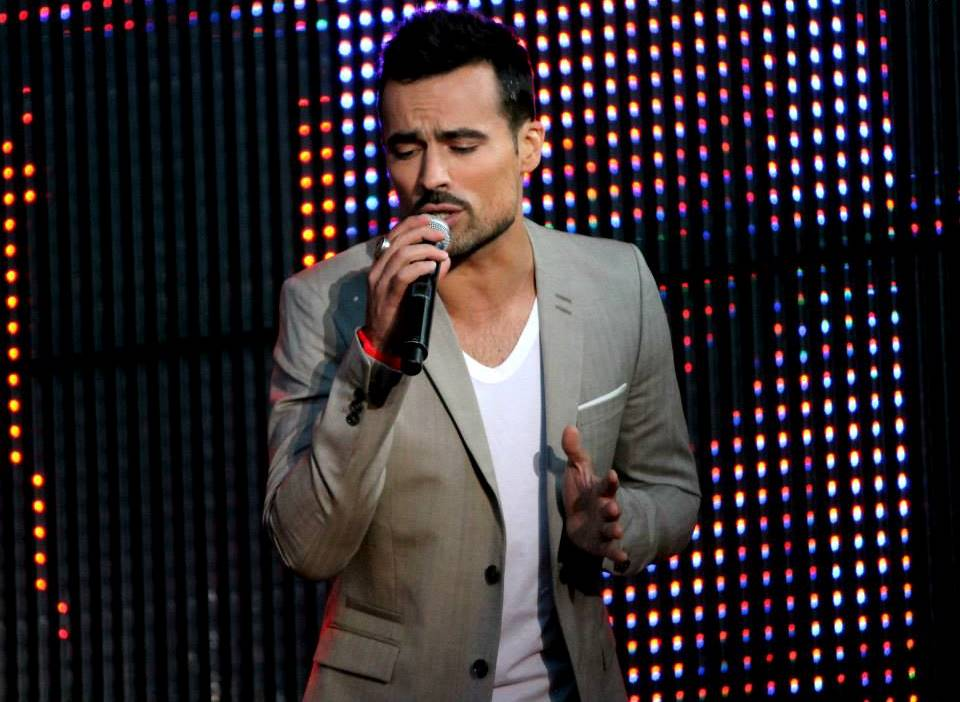
Damien Sargue
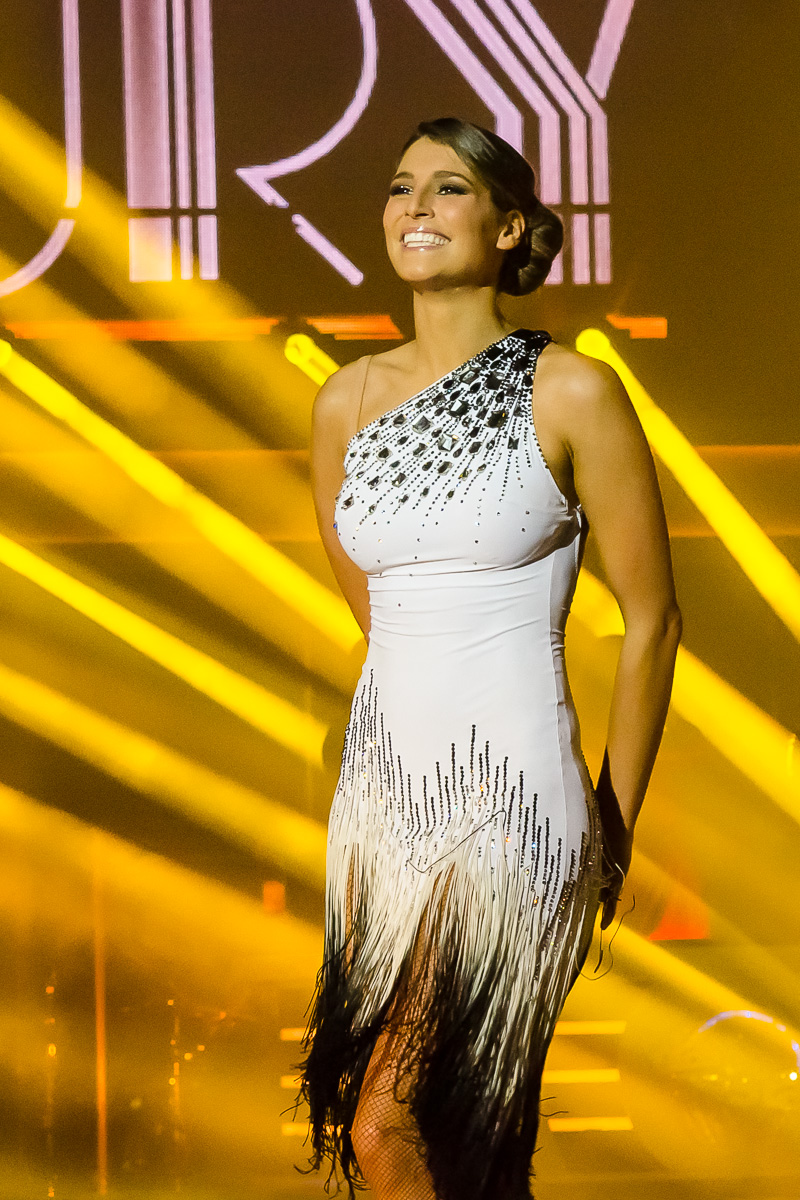
Laury Thilleman
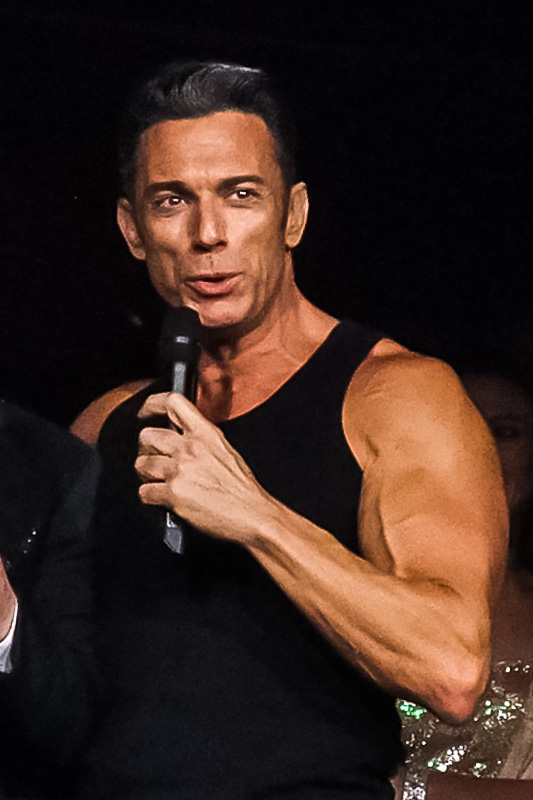
Gérard Vives
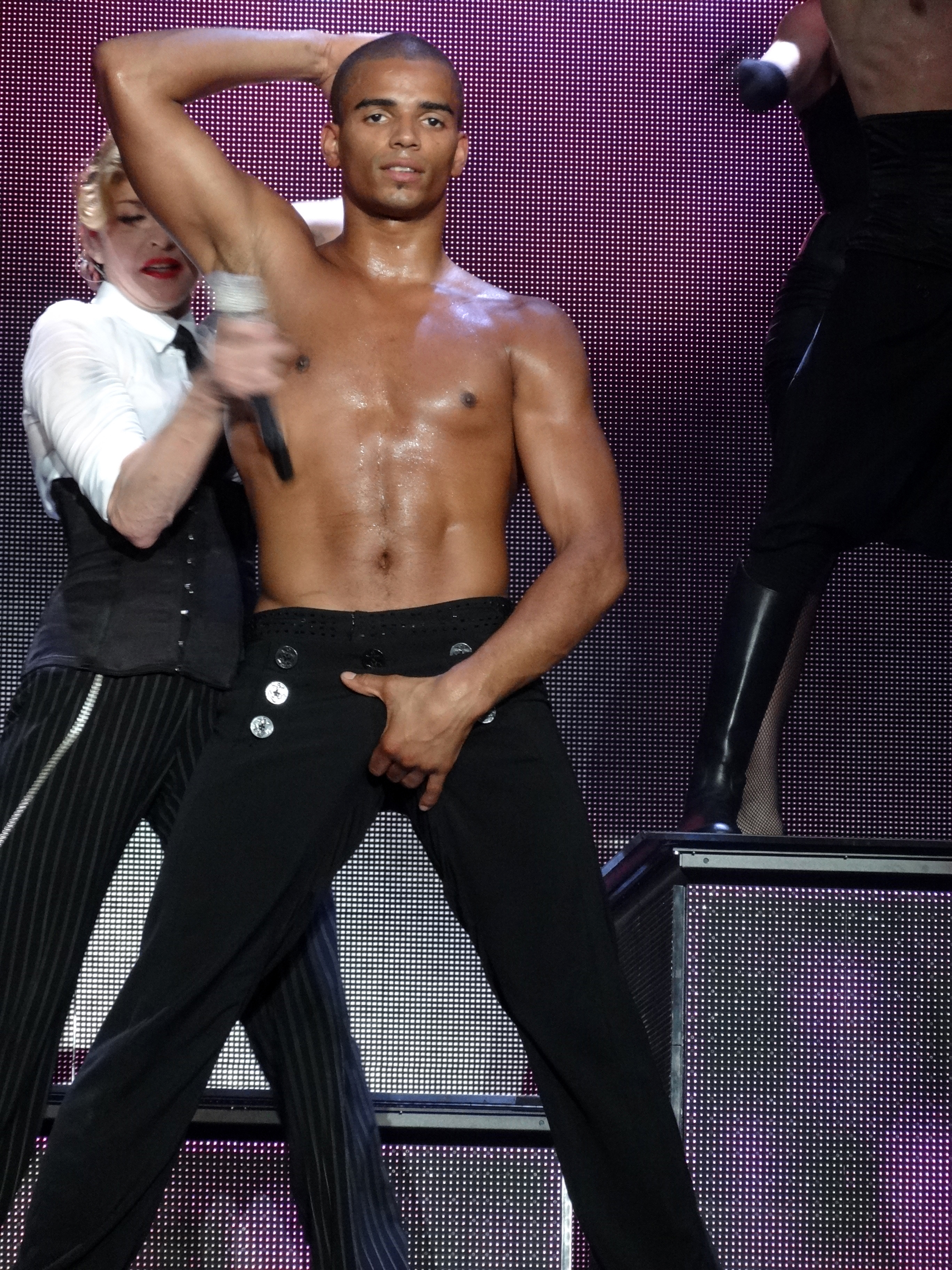
Brahim Zaibat

### Calendrier 2013-2014
| Date             | Lieu                                     | Candidats                                                                                       | Gagnants                          |
| ---------------- | ---------------------------------------- | ----------------------------------------------------------------------------------------------- | --------------------------------- |
| 19 décembre 2013 | Palais omnisports de Paris-Bercy – Paris | Alizée, Philippe Candeloro, Lætitia Milot, Damien Sargue, Gérard Vivès & Brahim Zaibat          | Alizée et Grégoire Lyonnet        |
| 11 janvier 2014  | Zénith – Nantes                          | Alizée, Lorie, Damien Sargue, Laury Thilleman, Gérard Vivès & Brahim Zaibat                     | Alizée et Grégoire Lyonnet        |
| 12 janvier 2014  | Zénith – Nantes                          | Alizée, Lorie, Damien Sargue, Laury Thilleman, Gérard Vivès & Brahim Zaibat                     | Alizée et Grégoire Lyonnet        |
| 17 janvier 2014  | Palais Nikaia – Nice                     | Alizée, Philippe Candeloro, Lorie, Laury Thilleman & Brahim Zaibat                              | Alizée et Grégoire Lyonnet        |
| 18 janvier 2014  | Le Dôme – Marseille                      | Alizée, Lætitia Milot, Laurent Ournac, Laury Thilleman, Gérard Vivès & Brahim Zaibat            | Brahim Zaibat et Katrina Patchett |
| 19 janvier 2014  | Le Dôme – Marseille                      | Alizée, Lætitia Milot, Laurent Ournac, Laury Thilleman, Gérard Vivès & Brahim Zaibat            | Alizée et Grégoire Lyonnet        |
| 23 janvier 2014  | Arena – Montpellier                      | Alizée, Philippe Candeloro, Laurent Ournac, Lorie, Laury Thilleman & Gérard Vivès               | Alizée et Grégoire Lyonnet        |
| 25 janvier 2014  | Zénith – Lille (14h30)                   | Alizée, Philippe Candeloro, Lorie, Damien Sargue, Laury Thilleman & Gérard Vivès                | Alizée et Grégoire Lyonnet        |
| 25 janvier 2014  | Zénith – Lille (20h30)                   | Alizée, Philippe Candeloro, Lætitia Milot, Lorie, Damien Sargue, Laury Thilleman & Gérard Vivès | Lorie et Christian Millette       |
| 26 janvier 2014  | Zénith – Lille                           | Alizée, Philippe Candeloro, Lætitia Milot, Lorie, Damien Sargue, Laury Thilleman & Gérard Vivès | Alizée et Grégoire Lyonnet        |
| 29 janvier 2014  | Zénith – Saint-Étienne                   | Alizée, Philippe Candeloro, Lorie, Laury Thilleman & Gérard Vivès                               | Alizée et Grégoire Lyonnet        |
| 31 janvier 2014  | Halle Tony-Garnier – Lyon                | Alizée, Philippe Candeloro, Lorie, Laury Thilleman, Gérard Vivès & Brahim Zaibat                | Brahim Zaibat et Katrina Patchett |
| 1er février 2014 | Halle Tony-Garnier – Lyon (14h30)        | Alizée, Philippe Candeloro, Lorie, Laury Thilleman, Gérard Vivès & Brahim Zaibat                | Alizée et Grégoire Lyonnet        |
| 1er février 2014 | Halle Tony-Garnier – Lyon (20h30)        | Alizée, Philippe Candeloro, Lorie, Laury Thilleman, Gérard Vivès & Brahim Zaibat                | Brahim Zaibat et Katrina Patchett |
| 6 février 2014   | Palais 12 – Bruxelles                    | Alizée, Philippe Candeloro, Lorie, Laury Thilleman, Gérard Vivès & Brahim Zaibat                | Brahim Zaibat et Katrina Patchett |
| 8 février 2014   | Le Galaxie – Amnéville                   | Alizée, Lorie, Damien Sargue, Gérard Vivès & Brahim Zaibat                                      | Alizée et Grégoire Lyonnet        |
| 15 février 2014  | Zénith – Toulouse                        | Alizée, Lorie,                                                                                  | Alizée et Grégoire Lyonnet        |
| 16 février 2014  | Zénith – Toulouse                        | Alizée, Laurent Ournac, Lorie, Damien Sargue & Gérard Vivès                                     | Alizée et Grégoire Lyonnet        |
| 20 février 2014  | Zénith – Strasbourg                      | Alizée, Lorie, Damien Sargue, Gérard Vivès & Brahim Zaibat                                      | Alizée et Grégoire Lyonnet        |
| 22 février 2014  | Zénith – Rouen                           | Alizée, Lætitia Milot, Lorie, Damien Sargue, Gérard Vivès & Brahim Zaibat                       | Alizée et Grégoire Lyonnet        |
| 23 février 2014  | Zénith – Rouen                           | Alizée, Lætitia Milot, Lorie, Damien Sargue, Gérard Vivès & Brahim Zaibat                       | Alizée et Grégoire Lyonnet        |

### Palmarès 2013-2014
| Candidat           | Saison | Partenaire          | Nombre de victoires |
| ------------------ | ------ | ------------------- | ------------------- |
| Alizée             | 4      | Grégoire Lyonnet    | 16                  |
| Brahim Zaibat      | 4      | Katrina Patchett    | 4                   |
| Lorie              | 3      | Christian Millette  | 1                   |
| Philippe Candeloro | 2      | Coralie Licata      | 0                   |
| Laëtitia Milot     | 4      | Christophe Licata   | 0                   |
| Laurent Ournac     | 4      | Denitsa Ikonomova   | 0                   |
| Damien Sargue      | 4      | Candice Pascal      | 0                   |
| Laury Thilleman    | 4      | Maxime Dereymez     | 0                   |
| Gérard Vivès       | 3      | Silvia Notargiacomo | 0                   |

## Tournée 2014-2015
Devant le succès remporté par la première tournée, de nouvelles dates sont programmées pour 2014-2015.
Ont participé en tant que candidats : Alizée, Rayane Bensetti, Louisy Joseph, Brian Joubert, Tonya Kinzinger, Nathalie Péchalat, Damien Sargue, Gérard Vives et Brahim Zaibat. Ils étaient associés aux danseurs Maxime Dereymez, Guillaume Foucault, Denitsa Ikonomova, Christophe Licata, Grégoire Lyonnet, Silvia Notargiacomo, Candice Pascal et Katrina Patchett.

Candidats de la tournée 2014-2015
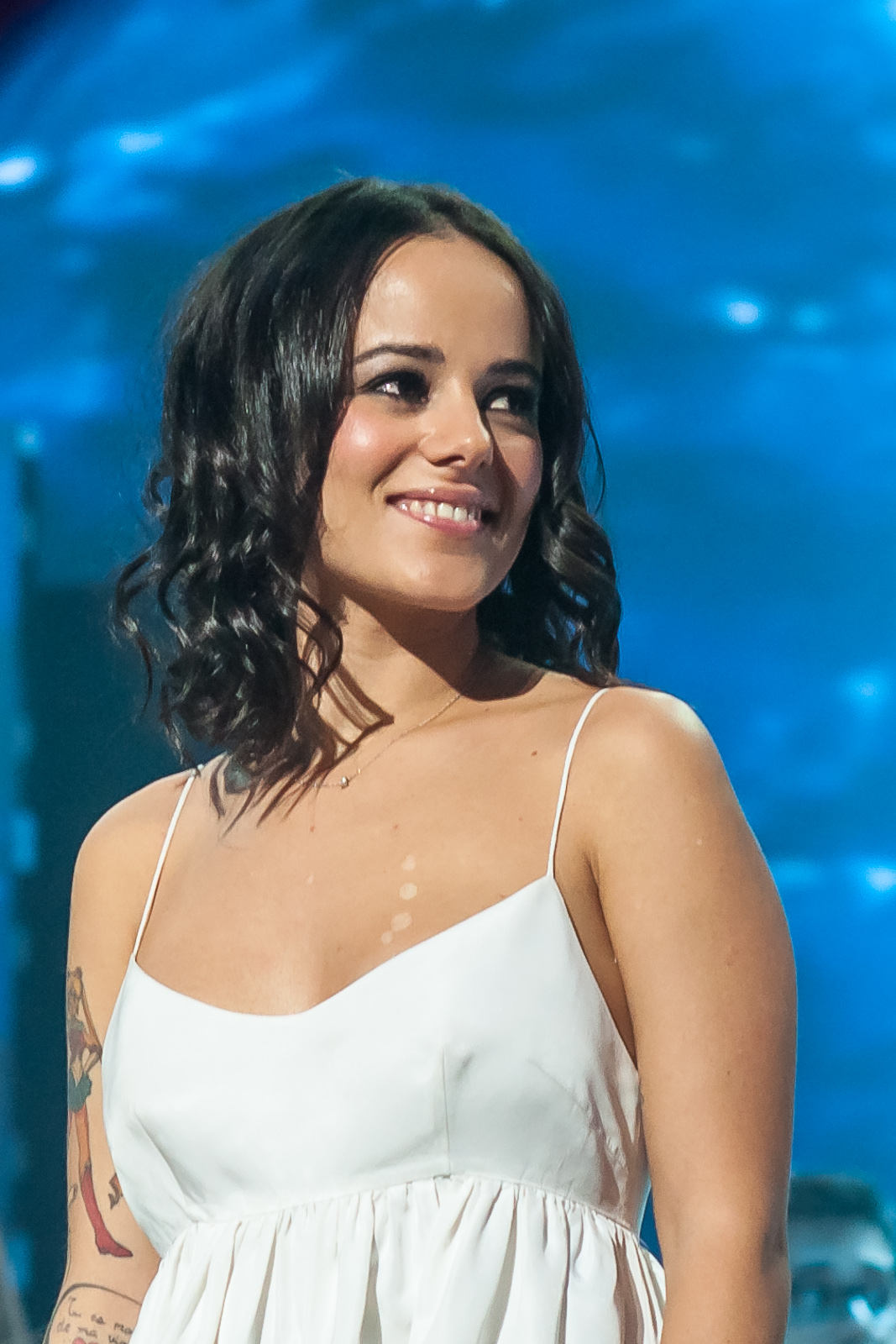
Alizée
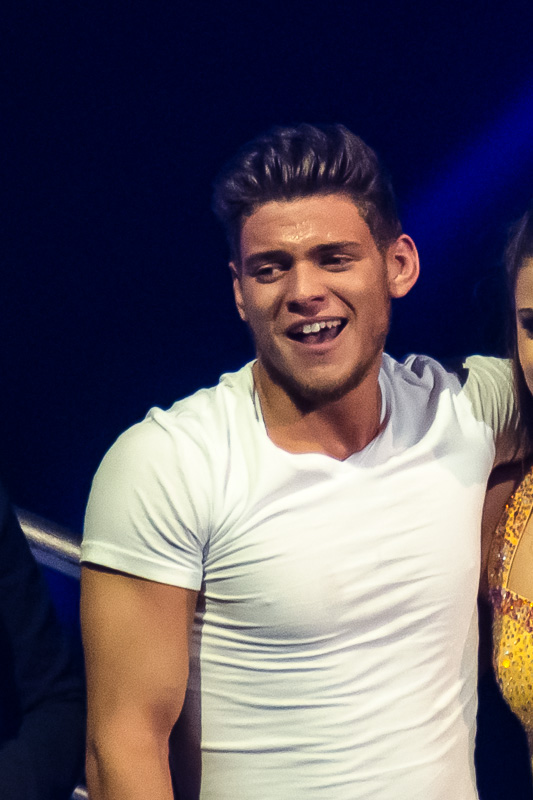
Rayane Bensetti
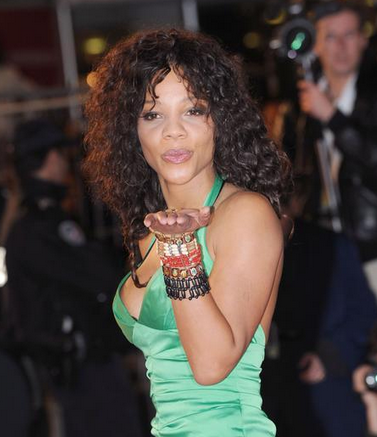
Louisy Joseph
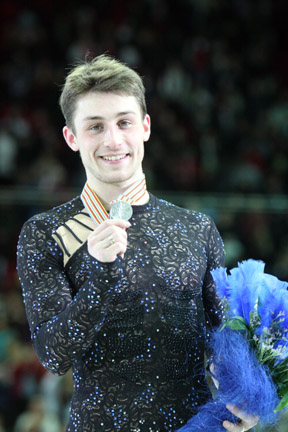
Brian Joubert
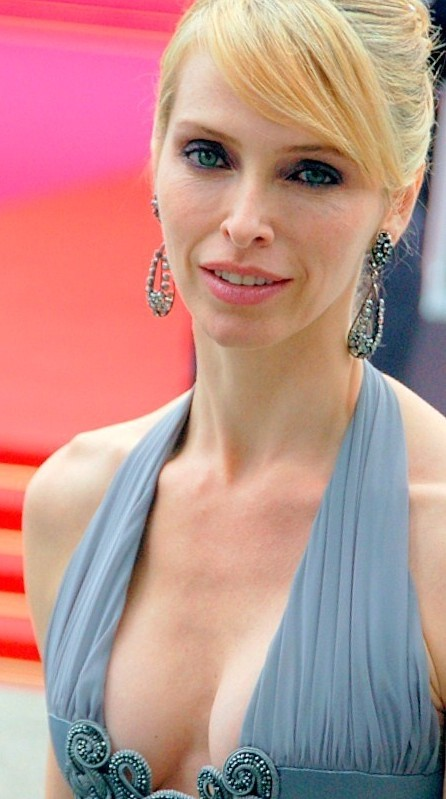
Tonya Kinzinger

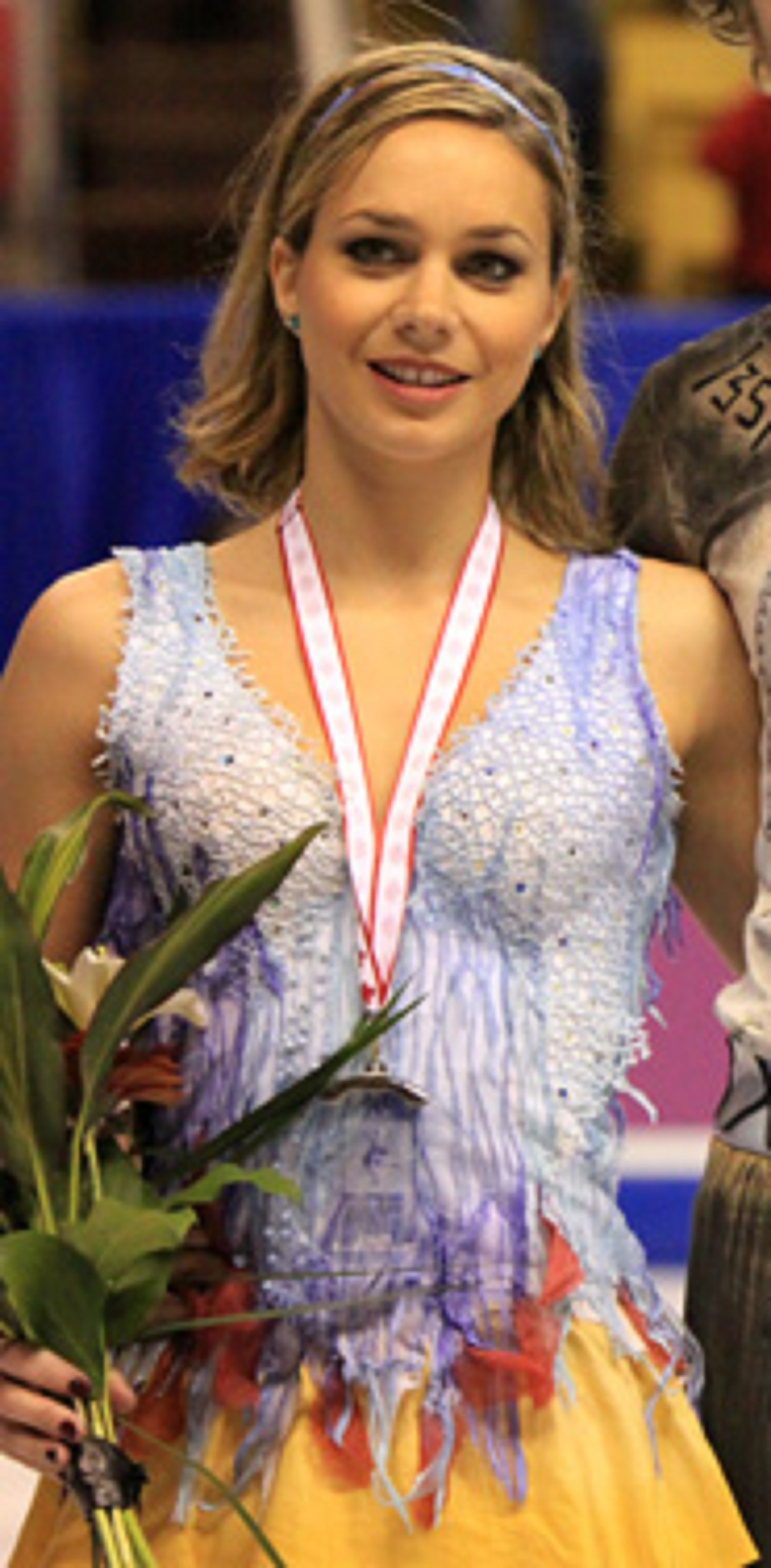
Nathalie Péchalat
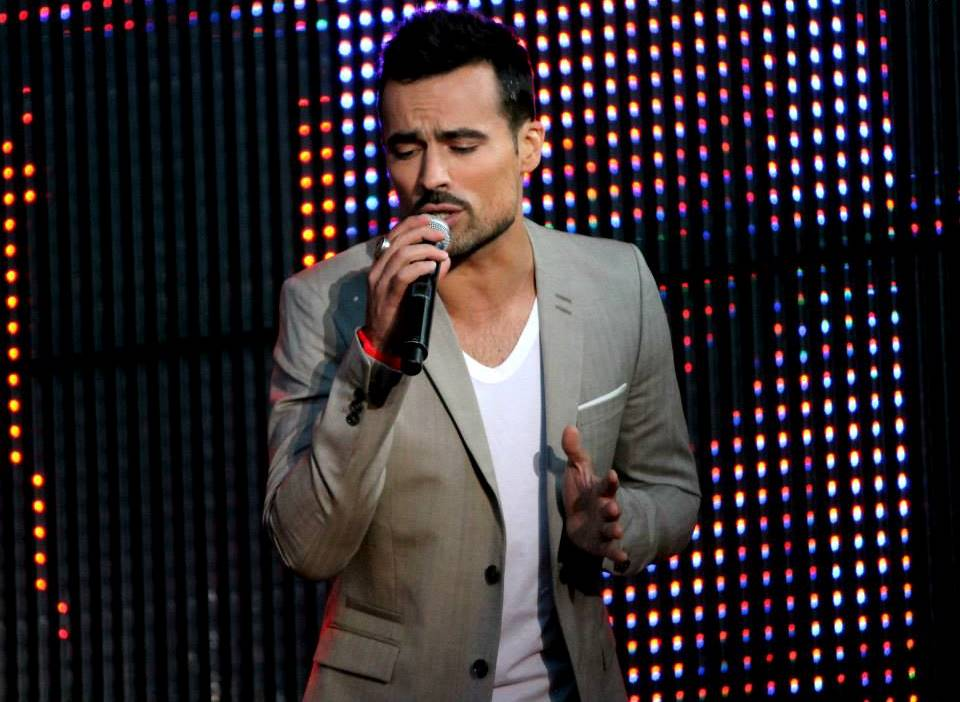
Damien Sargue
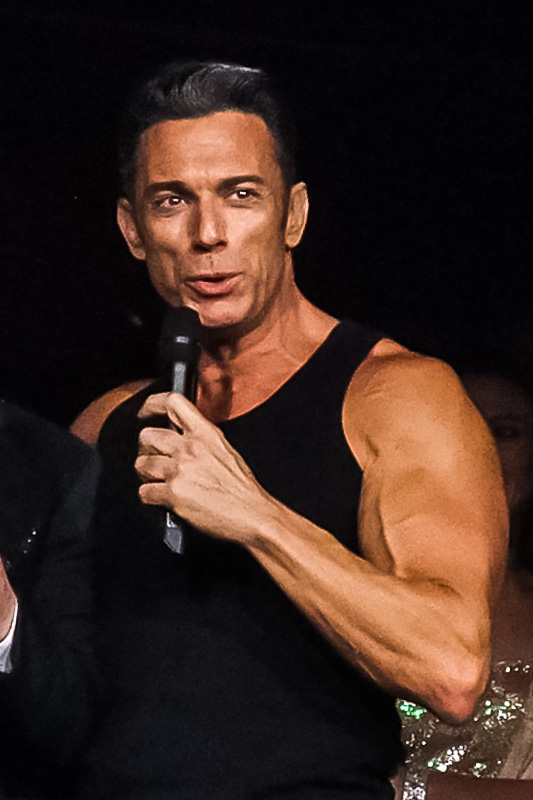
Gérard Vives
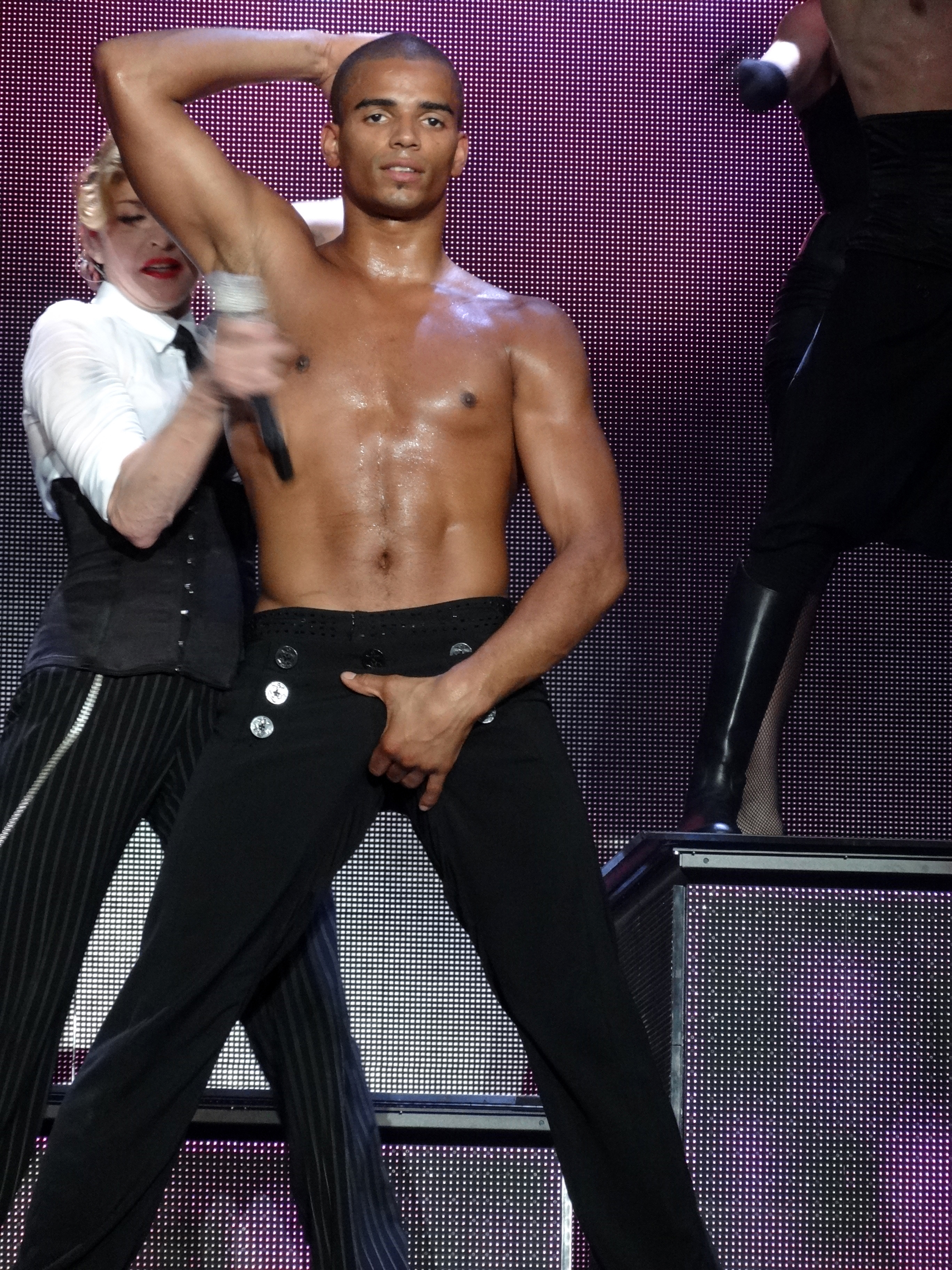
Brahim Zaibat

### Calendrier 2014-2015
| Date             | Lieu                                      | Candidats                                                                                               | Gagnants                                                 |
| ---------------- | ----------------------------------------- | --- | -------------------------------------------------------- |
| 20 décembre 2014 | Zénith – Nantes (15h)                     | Alizée, Rayane Bensetti, Louisy Joseph, Tonya Kinzinger, Damien Sargue, Brahim Zaibat                   | Rayane Bensetti et Denitsa Ikonomova                     |
| 20 décembre 2014 | Zénith – Nantes (20h30)                   | Alizée, Rayane Bensetti, Louisy Joseph, Tonya Kinzinger, Damien Sargue, Brahim Zaibat                   | Rayane Bensetti et Denitsa Ikonomova                     |
| 6 janvier 2015   | Palais Nikaia – Nice                      | Alizée, Rayane Bensetti, Louisy Joseph, Tonya Kinzinger, Nathalie Péchalat, Damien Sargue               | Alizée et Grégoire Lyonnet                               |
| 7 janvier 2015   | Palais Nikaia – Nice                      | annulé en raison de l'attentat au siège de Charlie Hebdo                                                | annulé en raison de l'attentat au siège de Charlie Hebdo |
| 8 janvier 2015   | Palais Nikaia – Nice                      | Alizée, Rayane Bensetti, Louisy Joseph, Tonya Kinzinger, Nathalie Péchalat, Damien Sargue               | Alizée et Grégoire Lyonnet                               |
| 9 janvier 2015   | Le Dôme – Marseille                       | Alizée, Rayane Bensetti, Louisy Joseph, Tonya Kinzinger, Nathalie Péchalat, Damien Sargue               | Alizée et Grégoire Lyonnet                               |
| 10 janvier 2015  | Le Dôme – Marseille                       | Alizée, Rayane Bensetti, Louisy Joseph, Tonya Kinzinger, Nathalie Péchalat, Damien Sargue               | Nathalie Péchalat et Christophe Licata                   |
| 15 janvier 2015  | Forest National – Bruxelles               | Alizée, Rayane Bensetti, Brian Joubert, Tonya Kinzinger, Damien Sargue, Gérard Vives                    | Alizée et Grégoire Lyonnet                               |
| 16 janvier 2015  | Zénith – Lille                            | Alizée, Rayane Bensetti, Brian Joubert, Tonya Kinzinger, Damien Sargue, Gérard Vives                    | Rayane Bensetti et Denitsa Ikonomova                     |
| 17 janvier 2015  | Zénith de Lille (15h)                     | Alizée, Rayane Bensetti, Louisy Joseph, Brian Joubert, Tonya Kinzinger, Gérard Vives                    | Alizée et Grégoire Lyonnet                               |
| 17 janvier 2015  | Zénith de Lille (20h30)                   | Alizée, Rayane Bensetti, Louisy Joseph, Brian Joubert, Tonya Kinzinger, Gérard Vives                    | Rayane Bensetti et Denitsa Ikonomova                     |
| 23 janvier 2015  | Le Galaxie – Amnéville                    | Alizée, Rayane Bensetti, Louisy Joseph, Tonya Kinzinger, Damien Sargue, Gérard Vives                    | Rayane Bensetti et Denitsa Ikonomova                     |
| 24 janvier 2015  | Zénith – Strasbourg                       | Alizée, Rayane Bensetti, Louisy Joseph, Tonya Kinzinger, Damien Sargue, Gérard Vives                    | Rayane Bensetti et Denitsa Ikonomova                     |
| 30 janvier 2015  | Zénith – Paris                            | Alizée, Rayane Bensetti, Brian Joubert, Tonya Kinzinger, Nathalie Péchalat, Gérard Vives                | Alizée et Grégoire Lyonnet                               |
| 31 janvier 2015  | Zénith – Paris (15h)                      | Alizée, Rayane Bensetti, Brian Joubert, Tonya Kinzinger, Nathalie Péchalat, Gérard Vives                | Rayane Bensetti et Denitsa Ikonomova                     |
| 31 janvier 2015  | Zénith – Paris (20h30)                    | Alizée, Rayane Bensetti, Brian Joubert, Tonya Kinzinger, Nathalie Péchalat, Gérard Vives                | Rayane Bensetti et Denitsa Ikonomova                     |
| 6 février 2015   | Patinoire de Mériadeck – Bordeaux         | Alizée, Rayane Bensetti, Brian Joubert, Tonya Kinzinger, Nathalie Péchalat, Gérard Vives                | Rayane Bensetti et Denitsa Ikonomova                     |
| 7 février 2015   | Patinoire – Bordeaux (15h)                | Alizée, Rayane Bensetti, Tonya Kinzinger, Nathalie Péchalat, Gérard Vives                               | Rayane Bensetti et Denitsa Ikonomova                     |
| 7 février 2015   | Patinoire de Mériadeck – Bordeaux (20h30) | Alizée, Rayane Bensetti, Tonya Kinzinger, Nathalie Péchalat, Gérard Vives                               | Rayane Bensetti et Denitsa Ikonomova                     |
| 13 février 2015  | Halle Tony-Garnier – Lyon (20h30)         | Alizée, Rayane Bensetti, Louisy Joseph, Brian Joubert, Tonya Kinzinger, Nathalie Péchalat               | Rayane Bensetti et Denitsa Ikonomova                     |
| 14 février 2015  | Halle Tony-Garnier – Lyon (15h)           | Alizée, Rayane Bensetti, Louisy Joseph, Brian Joubert, Tonya Kinzinger, Nathalie Péchalat               | Rayane Bensetti et Denitsa Ikonomova                     |
| 14 février 2015  | Halle Tony-Garnier – Lyon (20h30)         | Alizée, Rayane Bensetti, Louisy Joseph, Brian Joubert, Tonya Kinzinger, Nathalie Péchalat               | Rayane Bensetti et Denitsa Ikonomova                     |
| 18 février 2015  | Palais Nikaia – Nice                      | Alizée, Rayane Bensetti, Brian Joubert, Tonya Kinzinger, Nathalie Péchalat, Damien Sargue               | Rayane Bensetti et Denitsa Ikonomova                     |
| 19 février 2015  | Arena – Montpellier                       | Alizée, Rayane Bensetti, Brian Joubert, Tonya Kinzinger, Nathalie Péchalat, Damien Sargue, Gérard Vives | Rayane Bensetti et Denitsa Ikonomova                     |
| 20 février 2015  | Zénith – Toulouse                         | Alizée, Rayane Bensetti, Brian Joubert, Tonya Kinzinger, Damien Sargue, Gérard Vives                    | Rayane Bensetti et Denitsa Ikonomova                     |
| 21 février 2015  | Zénith – Toulouse                         | Alizée, Rayane Bensetti, Brian Joubert, Tonya Kinzinger, Damien Sargue, Gérard Vives                    | Rayane Bensetti et Denitsa Ikonomova                     |
| 27 février 2015  | Zénith – Rouen                            | Alizée, Rayane Bensetti, Brian Joubert, Tonya Kinzinger, Nathalie Péchalat, Damien Sargue, Gérard Vives | Rayane Bensetti et Denitsa Ikonomova                     |
| 28 février 2015  | Zénith – Rouen                            | Alizée, Rayane Bensetti, Brian Joubert, Tonya Kinzinger, Nathalie Péchalat, Damien Sargue, Gérard Vives | Gérard Vives et Silvia Notargiacomo                      |

### Palmarès 2014-2015
| Candidat          | Saison | Partenaire          | Nombre de victoires | Nombre de participations (/27) |
| ----------------- | ------ | ------------------- | ------------------- | ------------------------------ |
| Rayane Bensetti   | 5      | Denitsa Ikonomova   | 19                  | 27                             |
| Alizée            | 4      | Grégoire Lyonnet    | 6                   | 27                             |
| Nathalie Péchalat | 5      | Christophe Licata   | 1                   | 17                             |
| Gérard Vives      | 3      | Silvia Notargiacomo | 1                   | 17                             |
| Tonya Kinzinger   | 5      | Maxime Dereymez     | 0                   | 27                             |
| Louisy Joseph     | 5      | Guillaume Foucault  | 0                   | 13                             |
| Brian Joubert     | 5      | Katrina Patchett    | 0                   | 17                             |
| Damien Sargue     | 4      | Candice Pascal      | 0                   | 16                             |
| Brahim Zaibat     | 4      | Katrina Patchett    | 0                   | 2                              |

## Tournée 2016
Une troisième tournée Danse avec les stars est organisée en France de janvier à mars 2016. Le jury est composé[source secondaire souhaitée] de Fauve Hautot, Jean-Marc Généreux, Jaclyn Spencer et Chris Marques, qui met également en scène les spectacles présentés en alternance (sauf à Paris) par Sandrine Quétier et Laurent Ournac.
Cinq couples s'affrontent à chaque fois. Sont annoncés en tant que concurrents Rayane Bensetti (saison 5), Priscilla Betti, Fabienne Carat, Olivier Dion, EnjoyPhoenix et Loïc Nottet (saison 6), associés aux principaux danseurs de l'émission, dont Julien Brugel, Denitsa Ikonomova, Christophe Licata, Yann-Alrick Mortreuil, Candice Pascal et Katrina Patchett.
Initialement prévue, Tonya Kinzinger (saison 5) doit renoncer à la tournée à la suite d'une blessure faite la veille du premier spectacle[pertinence contestée].
Après deux tournées comme candidate, Alizée (saison 4) accepte de prendre part aux chorégraphies de groupe en tant qu'invitée hors compétition avec son compagnon Grégoire Lyonnet. À la suite de la blessure de Tonya Kinzinger, la production annonce dans un premier temps qu'Alizée la remplacerait dans la compétition, mais il n'en est finalement rien, Alizée n'exécutant lors de ses prestations qu'une danse en couple non notée et participant à deux numéros d'ensemble[source insuffisante],.

Candidats de la tournée 2016
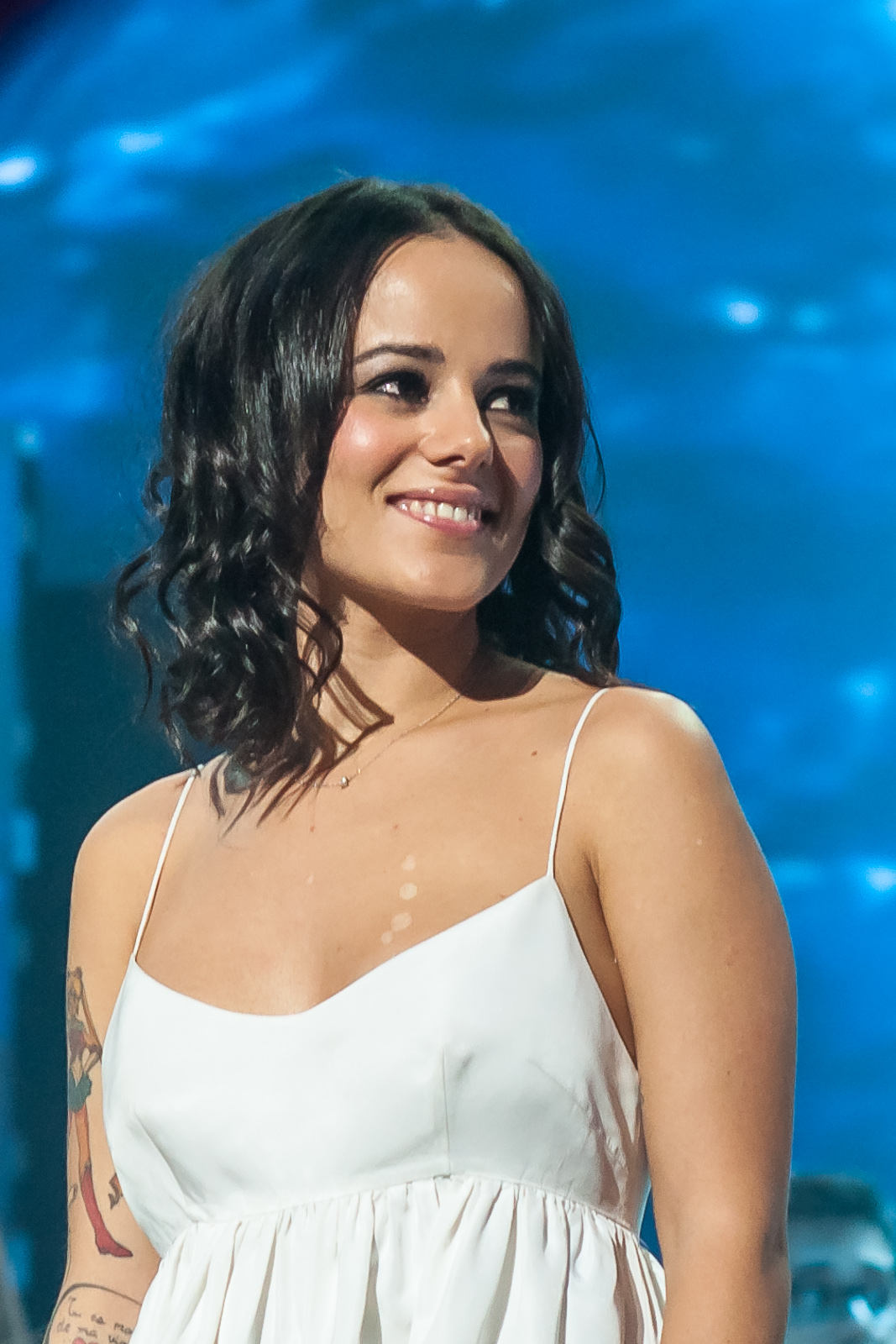
Alizée
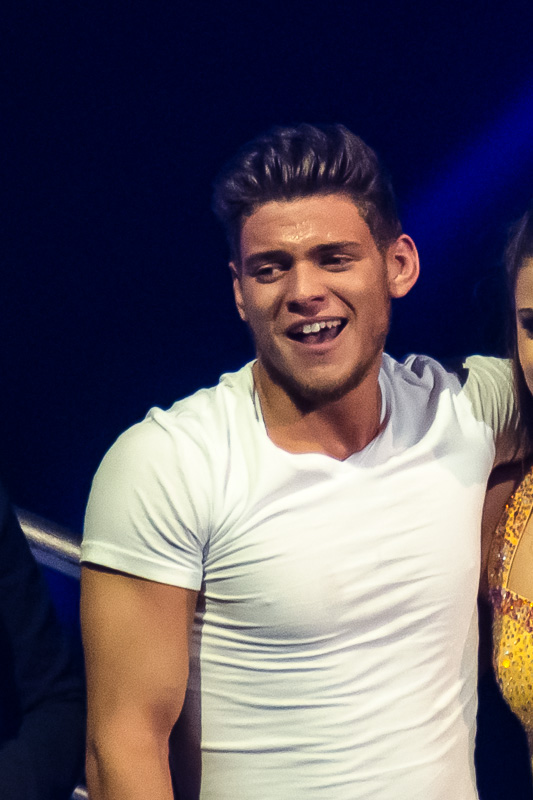
Rayane Bensetti
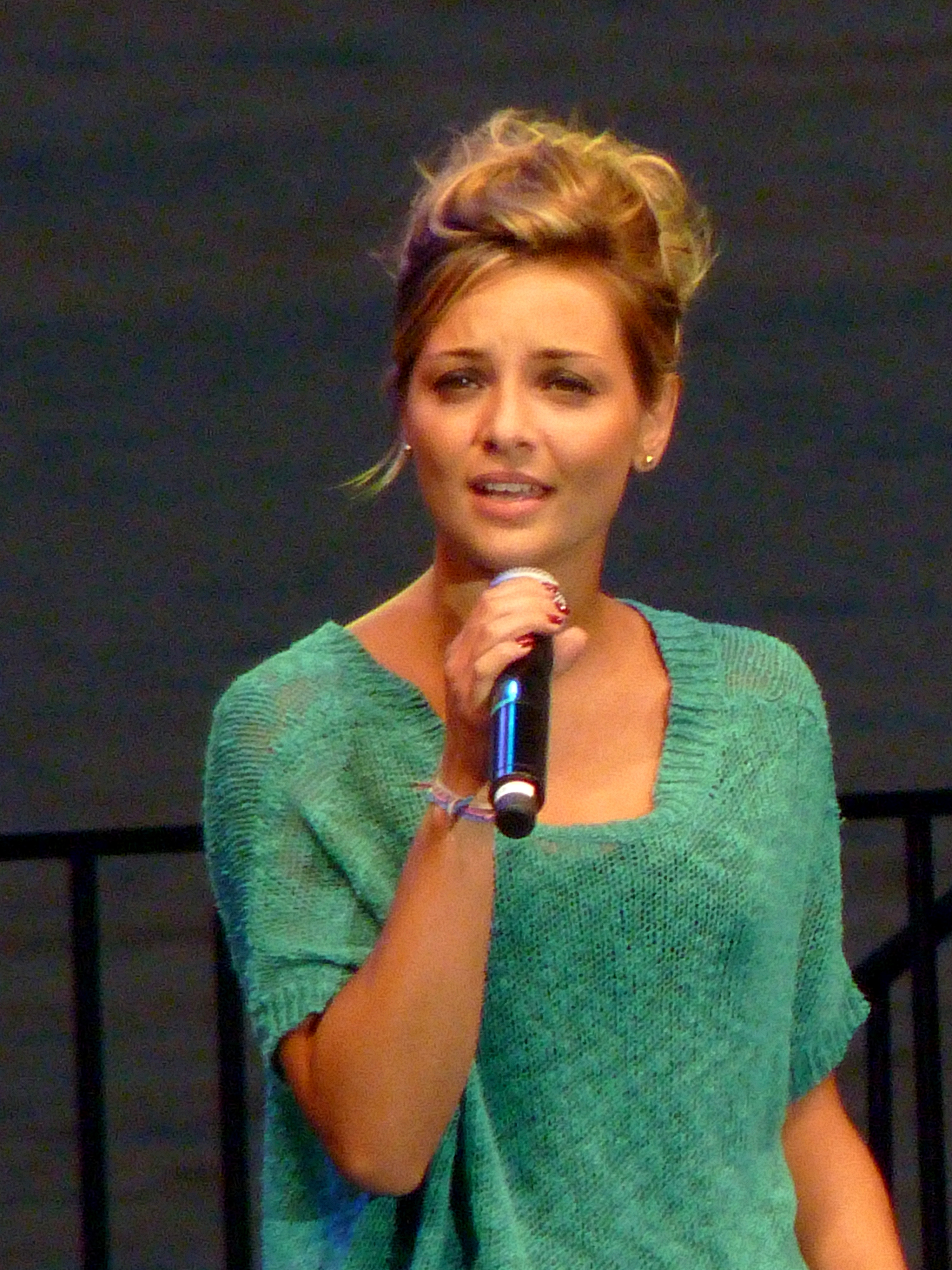
Priscilla Betti
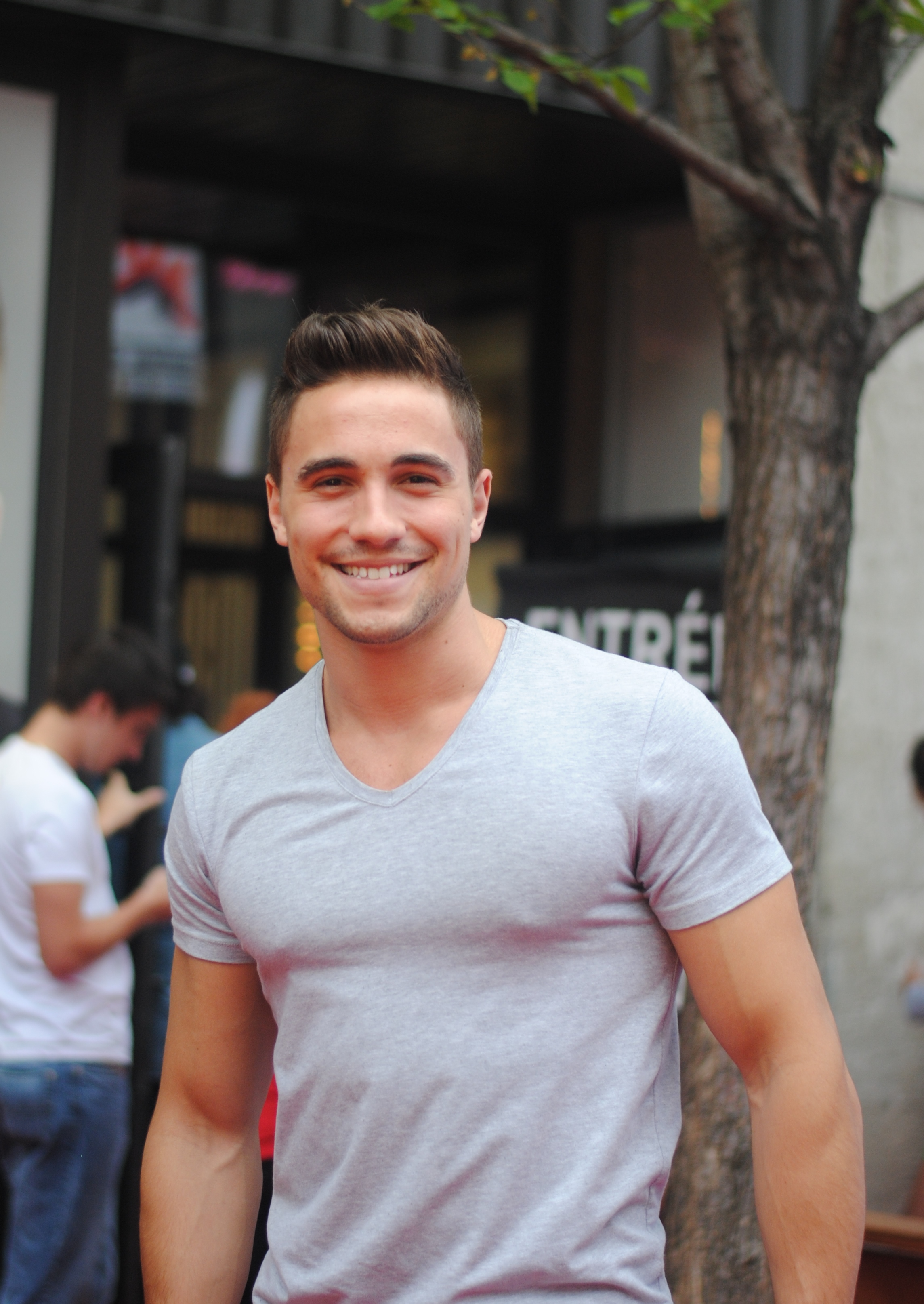
Olivier Dion
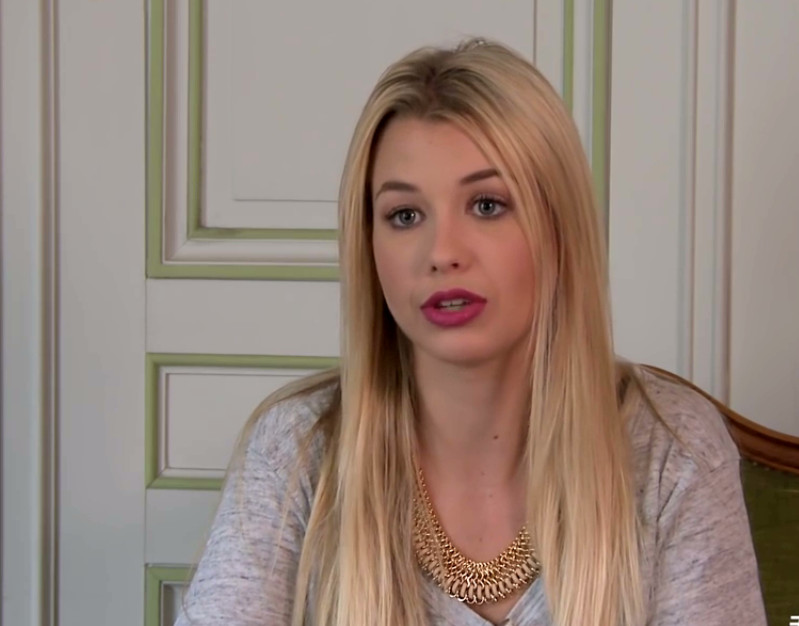
EnjoyPhoenix
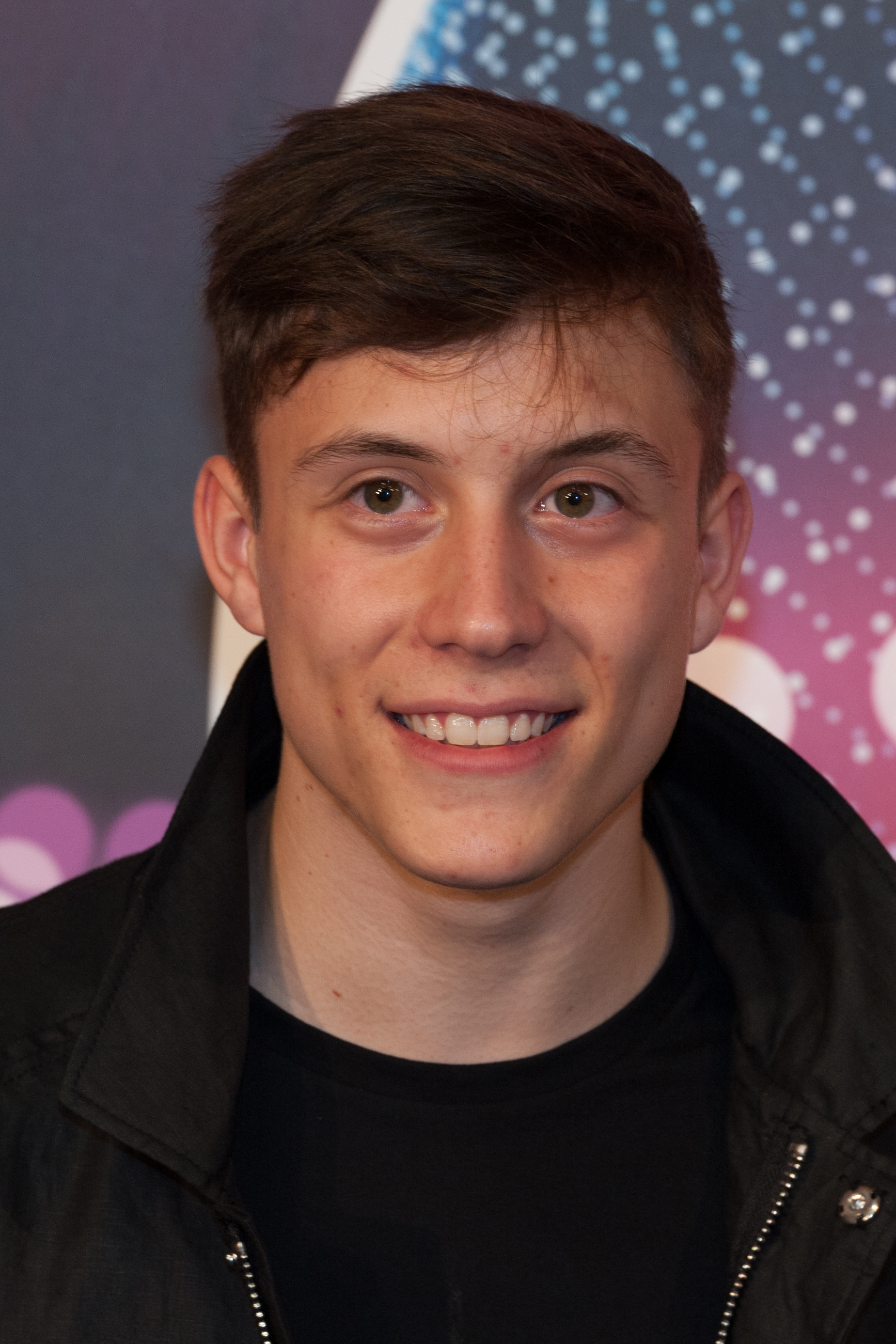
Loïc Nottet

### Calendrier 2016
| Date            | Lieu                              | Heure | Présentation                                                                       | Candidats                                                                            | Gagnants                             |
| --------------- | --------------------------------- | ----- | ---------------------------------------------------------------------------------- | ------------------------------------------------------------------------------------ | ------------------------------------ |
| 9 janvier 2016  | Le Dôme – Marseille               | 15h   | Laurent Ournac                                                                     | Alizée, Rayane Bensetti, Priscilla Betti, Fabienne Carat, EnjoyPhoenix               | Rayane Bensetti et Denitsa Ikonomova |
| 9 janvier 2016  | Le Dôme – Marseille               | 20h30 | Laurent Ournac                                                                     | Alizée, Rayane Bensetti, Priscilla Betti, Fabienne Carat, EnjoyPhoenix               | Rayane Bensetti et Denitsa Ikonomova |
| 15 janvier 2016 | Zénith – Nantes                   | 20h30 | Laurent Ournac                                                                     | Alizée, Rayane Bensetti, Priscilla Betti, Olivier Dion, EnjoyPhoenix                 | Rayane Bensetti et Denitsa Ikonomova |
| 16 janvier 2016 | Zénith – Nantes                   | 20h30 | Laurent Ournac                                                                     | Alizée, Rayane Bensetti, Priscilla Betti, Olivier Dion, EnjoyPhoenix                 | Priscilla Betti et Christophe Licata |
| 22 janvier 2016 | Zénith – Paris                    | 20h30 | Sandrine Quétier et Laurent Ournac                                                 | Alizée, Rayane Bensetti, Priscilla Betti, Olivier Dion, Brian Joubert                | Rayane Bensetti et Denitsa Ikonomova |
| 23 janvier 2016 | Zénith – Paris                    | 15h   | Sandrine Quétier et Laurent Ournac                                                 | Alizée, Priscilla Betti, EnjoyPhoenix, Loïc Nottet, Olivier Dion                     | Loïc Nottet et Denitsa Ikonomova     |
| 23 janvier 2016 | Zénith – Paris                    | 20h30 | Sandrine Quétier et Laurent Ournac                                                 | Alizée, Priscilla Betti, EnjoyPhoenix, Loïc Nottet, Olivier Dion                     | Loïc Nottet et Denitsa Ikonomova     |
| 24 janvier 2016 | Zénith – Paris                    | 15h   | Sandrine Quétier et Laurent Ournac                                                 | Alizée, Rayane Bensetti, Priscilla Betti, Fabienne Carat, Olivier Dion               | Rayane Bensetti et Denitsa Ikonomova |
| 29 janvier 2016 | Le Galaxie – Amnéville            | 20h30 | Sandrine Quétier                                                                   | Alizée, Rayane Bensetti, Priscilla Betti, Olivier Dion, Brian Joubert                | Rayane Bensetti et Denitsa Ikonomova |
| 30 janvier 2016 | Zénith – Strasbourg               | 20h30 | Sandrine Quétier                                                                   | Alizée, Rayane Bensetti, Priscilla Betti, Olivier Dion, Brian Joubert                | Priscilla Betti et Christophe Licata |
| 4 février 2016  | Forest National – Bruxelles       | 20h   | Laurent Ournac                                                                     | Alizée, Priscilla Betti, Fabienne Carat, Olivier Dion, Brian Joubert, Loïc Nottet    | Loïc Nottet et Denitsa Ikonomova     |
| 5 février 2016  | Zénith – Lille                    | 20h30 | Laurent Ournac                                                                     | Alizée, Priscilla Betti, Fabienne Carat, Olivier Dion, Brian Joubert                 | Priscilla Betti et Christophe Licata |
| 6 février 2016  | Zénith – Lille                    | 15h   | Laurent Ournac                                                                     | Alizée, Rayane Bensetti, Priscilla Betti, Olivier Dion, Brian Joubert                | Priscilla Betti et Christophe Licata |
| 6 février 2016  | Zénith – Lille                    | 20h30 | Laurent Ournac                                                                     | Alizée, Rayane Bensetti, Priscilla Betti, Olivier Dion, Brian Joubert                | Priscilla Betti et Christophe Licata |
| 7 février 2016  | Zénith – Lille                    | 15h   | Laurent Ournac                                                                     | Alizée, Rayane Bensetti, Priscilla Betti, Olivier Dion, Brian Joubert                | Rayane Bensetti et Denitsa Ikonomova |
| 12 février 2016 | Patinoire de Mériadeck – Bordeaux | 20h30 | Sandrine Quétier                                                                   | Alizée, Rayane Bensetti, Priscilla Betti, Fabienne Carat, Olivier Dion               | Rayane Bensetti et Denitsa Ikonomova |
| 13 février 2016 | Patinoire de Mériadeck – Bordeaux | 15h   | Sandrine Quétier                                                                   | Alizée, Rayane Bensetti, Priscilla Betti, Fabienne Carat, Olivier Dion               | Rayane Bensetti et Denitsa Ikonomova |
| 13 février 2016 | Patinoire de Mériadeck – Bordeaux | 20h30 | Sandrine Quétier                                                                   | Alizée, Rayane Bensetti, Priscilla Betti, Fabienne Carat, Olivier Dion               | Rayane Bensetti et Denitsa Ikonomova |
| 19 février 2016 | Zénith – Rouen                    | 20h30 | Laurent Ournac                                                                     | Alizée, Rayane Bensetti, Priscilla Betti, Fabienne Carat, Olivier Dion, EnjoyPhoenix | Rayane Bensetti et Denitsa Ikonomova |
| 20 février 2016 | Zénith – Rouen                    | 20h30 | Laurent Ournac                                                                     | Alizée, Rayane Bensetti, Priscilla Betti, Olivier Dion, EnjoyPhoenix                 | Rayane Bensetti et Denitsa Ikonomova |
| 24 février 2016 | Palais Nikaia – Nice              | 20h30 | Sandrine Quétier                                                                   | Alizée, Rayane Bensetti, Priscilla Betti, Fabienne Carat, Olivier Dion               | Priscilla Betti et Christophe Licata |
| 25 février 2016 | Arena – Montpellier               | 20h30 | Sandrine Quétier                                                                   | Alizée, Priscilla Betti, Fabienne Carat, Olivier Dion, Loïc Nottet                   | Loïc Nottet et Denitsa Ikonomova     |
| 26 février 2016 | Halle Tony-Garnier – Lyon         | 20h30 | Sandrine Quétier                                                                   | Alizée, Rayane Bensetti, Priscilla Betti, Olivier Dion, EnjoyPhoenix                 | Rayane Bensetti et Denitsa Ikonomova |
| 27 février 2016 | Halle Tony-Garnier – Lyon         | 15h   | Sandrine Quétier                                                                   | Priscilla Betti, Fabienne Carat, Olivier Dion, EnjoyPhoenix, Loïc Nottet             | Loïc Nottet et Denitsa Ikonomova     |
| 27 février 2016 | Halle Tony-Garnier – Lyon         | 20h30 | Sandrine Quétier                                                                   | Alizée, Priscilla Betti, Fabienne Carat, Olivier Dion, EnjoyPhoenix, Loïc Nottet     | Olivier Dion et Candice Pascal       |
| 28 février 2016 | Halle Tony-Garnier – Lyon         | 15h   | Sandrine Quétier                                                                   | Alizée, Rayane Bensetti, Priscilla Betti, Olivier Dion, EnjoyPhoenix                 | Rayane Bensetti et Denitsa Ikonomova |
| 4 mars 2016     | Zénith – Toulouse                 | 20h30 | Sandrine Quétier                                                                   | Alizée, Priscilla Betti, Fabienne Carat, Olivier Dion, EnjoyPhoenix, Brian Joubert   | Olivier Dion et Candice Pascal       |
| 5 mars 2016     | Zénith – Toulouse                 | 20h30 | Sandrine Quétier (1re et 2e partie de soirée) Laurent Ournac (2e partie de soirée) | Alizée, Priscilla Betti, Fabienne Carat, EnjoyPhoenix, Brian Joubert                 | Priscilla Betti et Christophe Licata |

### Palmarès 2016
| Candidat        | Saison | Partenaire            | Nombre de victoires | Nombre de participations (/28) |
| --------------- | ------ | --------------------- | ------------------- | ------------------------------ |
| Rayane Bensetti | 5      | Denitsa Ikonomova     | 14                  | 19                             |
| Priscilla Betti | 6      | Christophe Licata     | 7                   | 28                             |
| Loïc Nottet     | 6      | Denitsa Ikonomova     | 5                   | 6                              |
| Olivier Dion    | 6      | Candice Pascal        | 2                   | 25                             |
| Fabienne Carat  | 6      | Julien Brugel         | 0                   | 15                             |
| EnjoyPhoenix    | 6      | Yann-Alrick Mortreuil | 0                   | 14                             |
| Brian Joubert   | 5      | Katrina Patchett      | 0                   | 10                             |
| Alizée          | 4      | Grégoire Lyonnet      | HC                  | 27                             |

## Tournée 2017

### Calendrier 2017
| Date            | Lieu                                                              | Heure | Présentation                       | Candidats | Gagnants                                                                     | Jury                                                                   |
| --------------- | ----------------------------------------------------------------- | ----- | ---------------------------------- | --- | ---------------------------------------------------------------------------- | ---------------------------------------------------------------------- |
| 7 janvier 2017  | Zénith – Nantes                                                   | 15h00 | Sandrine Quétier                   | Florent Mothe, Sylvie Tellier, Alizée, Priscilla Betti et Laurent Maistret | Laurent Maistret et Marie Denigot                                            | Jean-Marc Généreux Jaclyn Spencer Chris Marques                        |
| 7 janvier 2017  | Zénith – Nantes                                                   | 20h30 | Sandrine Quétier                   | Florent Mothe, Sylvie Tellier, Alizée, Priscilla Betti et Laurent Maistret | Laurent Maistret et Marie Denigot                                            | Jean-Marc Généreux Jaclyn Spencer Chris Marques                        |
| 13 janvier 2017 | Forest National – Bruxelles                                       | 20h00 | Laurent Ournac                     | Florent Mothe, Sylvie Tellier, Alizée, Priscilla Betti et Laurent Maistret | Laurent Maistret et Marie Denigot                                            | Jean-Marc Généreux Jaclyn Spencer Chris Marques                        |
| 14 janvier 2017 | Zénith – Rouen                                                    | 16h00 | Laurent Ournac                     | Florent Mothe, Sylvie Tellier, Alizée, Priscilla Betti et Laurent Maistret | Priscilla Betti et Christophe Licata                                         | Jean-Marc Généreux Jaclyn Spencer Chris Marques                        |
| 14 janvier 2017 | Zénith – Rouen                                                    | 21h00 | Laurent Ournac                     | Florent Mothe, Sylvie Tellier, Alizée, Priscilla Betti et Laurent Maistret | Laurent Maistret et Marie Denigot                                            | Jean-Marc Généreux Jaclyn Spencer Chris Marques                        |
| 20 janvier 2017 | Le Galaxie – Amnéville                                            | 20h30 | Sandrine Quétier                   | Florent Mothe, Olivier Dion, Alizée, Priscilla Betti et Laurent Maistret | Laurent Maistret et Marie Denigot                                            | Jean-Marc Généreux Jaclyn Spencer Chris Marques                        |
| 21 janvier 2017 | Zénith – Lille                                                    | 16h00 | Sandrine Quétier                   | Karine Ferri, Sylvie Tellier, Olivier Dion, Alizée et Laurent Maistret | Laurent Maistret et Marie Denigot                                            | Jean-Marc Généreux Jaclyn Spencer Chris Marques                        |
| 21 janvier 2017 | Zénith – Lille                                                    | 21h00 | Sandrine Quétier                   | Karine Ferri, Sylvie Tellier, Olivier Dion, Alizée et Laurent Maistret | Laurent Maistret et Marie Denigot                                            | Jean-Marc Généreux Jaclyn Spencer Chris Marques                        |
| 22 janvier 2017 | Zénith – Lille                                                    | 15h00 | Sandrine Quétier                   | Karine Ferri, Sylvie Tellier, Olivier Dion, Alizée et Laurent Maistret | Olivier Dion et Candice Pascal                                               | Jean-Marc Généreux Jaclyn Spencer Chris Marques                        |
| 25 janvier 2017 | Le Dôme – Marseille                                               | 20h30 | Laurent Ournac                     | Olivier Dion, Valérie Damidot, Sylvie Tellier, Alizée et Laurent Maistret | Alizée et Grégoire Lyonnet                                                   | Jean-Marc Généreux Jaclyn Spencer Chris Marques                        |
| 26 janvier 2017 | Le Dôme – Marseille                                               | 20h30 | Laurent Ournac                     | Olivier Dion, Valérie Damidot, Priscilla Betti, Alizée et Laurent Maistret | Olivier Dion et Candice Pascal                                               | Jean-Marc Généreux Jaclyn Spencer Chris Marques                        |
| 27 janvier 2017 | Zénith Sud – Montpellier                                          | 20h30 | Laurent Ournac                     | Alizée, Priscilla Betti, Olivier Dion, Valérie Damidot et Laurent Maistret | Alizée et Grégoire Lyonnet                                                   | Jean-Marc Généreux Jaclyn Spencer Chris Marques                        |
| 28 janvier 2017 | Palais Nikaia – Nice                                              | 20h30 | Laurent Ournac                     | Alizée, Priscilla Betti, Olivier Dion, Valérie Damidot et Laurent Maistret | Priscilla Betti et Christophe Licata                                         | Jean-Marc Généreux Jaclyn Spencer Chris Marques                        |
| 3 février 2017  | Zénith – Orléans                                                  | 20h30 | Laurent Ournac                     | Alizée, Laurent Maistret, Karine Ferri, Priscilla Betti et Camille Lou (hors compétition) | Alizée et Grégoire Lyonnet                                                   | Jean-Marc Généreux Jaclyn Spencer Chris Marques                        |
| 4 février 2017  | Zénith d'Auvergne – Clermont-Ferrand retransmis en direct sur TF1 | 20h55 | Sandrine Quétier et Laurent Ournac | Danse avec les stars : Le grand show Alizée, Philippe Candeloro, Karine Ferri, Baptiste Giabiconi, Brian Joubert, Tonya Kinzinger, Camille Lou, Laurent Maistret, Loïc Nottet, Laurent Ournac, Shy'm et Tal Valérie Damidot, initialement prévue au casting, a été contrainte d'abandonner à cause d'une blessure au genou. Laurent Ournac l'a remplacée. | Équipe de Jean-Marc Généreux (Laurent Maistret, Camille Lou, Laurent Ournac) | Fauve Hautot Jean-Marc Généreux Marie-Claude Pietragalla Chris Marques |
| 10 février 2017 | Zénith – Toulouse                                                 | 20h30 | Laurent Ournac                     | Tonya Kinzinger, Florent Mothe, Alizée, Laurent Maistret et Philippe Candeloro (hors compétition) | Laurent Maistret et Marie Denigot                                            | Jean-Marc Généreux Jaclyn Spencer Chris Marques                        |
| 11 février 2017 | Patinoire de Mériadeck – Bordeaux                                 | 16h00 | Laurent Ournac                     | Tonya Kinzinger, Florent Mothe, Alizée, Laurent Maistret et Philippe Candeloro (hors compétition) | Laurent Maistret et Marie Denigot                                            | Jean-Marc Généreux Jaclyn Spencer Chris Marques                        |
| 11 février 2017 | Patinoire de Mériadeck – Bordeaux                                 | 21h00 | Laurent Ournac                     | Tonya Kinzinger, Florent Mothe, Alizée, Laurent Maistret et Philippe Candeloro (hors compétition) | Laurent Maistret et Marie Denigot                                            | Jean-Marc Généreux Jaclyn Spencer Chris Marques                        |
| 17 février 2017 | Zénith – Paris                                                    | 20h30 | Sandrine Quétier et Laurent Ournac | Alizée, Tonya Kinzinger, Sylvie Tellier, Karine Ferri, Florent Mothe et Laurent Maistret | Laurent Maistret et Marie Denigot                                            | Jean-Marc Généreux Jaclyn Spencer Chris Marques                        |
| 18 février 2017 | Zénith – Paris                                                    | 15h00 | Sandrine Quétier et Laurent Ournac | Alizée, Tonya Kinzinger, Sylvie Tellier, Karine Ferri, Florent Mothe et Laurent Maistret | Laurent Maistret et Marie Denigot                                            | Jean-Marc Généreux Jaclyn Spencer Chris Marques                        |
| 18 février 2017 | Zénith – Paris                                                    | 20h30 | Sandrine Quétier et Laurent Ournac | Alizée, Tonya Kinzinger, Sylvie Tellier, Karine Ferri, Florent Mothe et Laurent Maistret | Tonya Kinzinger et Maxime Dereymez                                           | Jean-Marc Généreux Jaclyn Spencer Chris Marques                        |
| 19 février 2017 | Zénith – Paris                                                    | 15h00 | Sandrine Quétier et Laurent Ournac | Alizée, Tonya Kinzinger, Sylvie Tellier, Karine Ferri, Florent Mothe et Laurent Maistret | Tonya Kinzinger et Maxime Dereymez                                           | Jean-Marc Généreux Jaclyn Spencer Chris Marques                        |
| 24 février 2017 | Halle Tony-Garnier – Lyon                                         | 20h30 | Sandrine Quétier                   | Alizée, Laurent Maistret, Karine Ferri, Florent Mothe et Sylvie Tellier | Alizée et Grégoire Lyonnet                                                   | Jean-Marc Généreux Jaclyn Spencer Chris Marques                        |
| 25 février 2017 | Halle Tony-Garnier – Lyon                                         | 15h00 | Sandrine Quétier                   | Alizée, Laurent Maistret, Karine Ferri, Florent Mothe et Sylvie Tellier | Laurent Maistret et Marie Denigot                                            | Jean-Marc Généreux Jaclyn Spencer Chris Marques                        |
| 25 février 2017 | Halle Tony-Garnier – Lyon                                         | 20h30 | Sandrine Quétier                   | Alizée, Laurent Maistret, Karine Ferri, Florent Mothe et Sylvie Tellier | Laurent Maistret et Marie Denigot                                            | Jean-Marc Généreux Jaclyn Spencer Chris Marques                        |
| 3 mars 2017     | Zénith – Strasbourg                                               | 20h30 | Sandrine Quétier                   | Alizée, Tonya Kinzinger, Laurent Maistret, Florent Mothe et Olivier Dion | Alizée et Grégoire Lyonnet                                                   | Jean-Marc Généreux Jaclyn Spencer Chris Marques                        |
| 4 mars 2017     | Zénith – Dijon                                                    | 16h00 | Sandrine Quétier                   | Alizée, Tonya Kinzinger, Laurent Maistret, Florent Mothe et Olivier Dion | Laurent Maistret et Marie Denigot                                            | Jean-Marc Généreux Jaclyn Spencer Chris Marques                        |
| 4 mars 2017     | Zénith – Dijon                                                    | 21h00 | Sandrine Quétier                   | Alizée, Tonya Kinzinger, Laurent Maistret, Florent Mothe et Olivier Dion | Alizée et Grégoire Lyonnet                                                   | Jean-Marc Généreux Jaclyn Spencer Chris Marques                        |

### Palmarès 2017
| Candidat                              | Saison | Partenaire                                             | Nombre de victoires | Nombre de participations | Nombre de tournées |
| ------------------------------------- | ------ | ------------------------------------------------------ | ------------------- | ------------------------ | ------------------ |
| Laurent Maistret                      | 7      | Marie Denigot & Denitsa Ikonomova (Orléans et show tv) | 16                  | 28                       | 1er (2017)         |
| Alizée                                | 4      | Grégoire Lyonnet                                       | 6                   | 28                       | 4e (2014 à 2017)   |
| Olivier Dion                          | 6      | Candice Pascal                                         | 2                   | 11                       | 2e (2016, 2017)    |
| Priscilla Betti                       | 6      | Christophe Licata & Christian Millette (Orléans)       | 2                   | 10                       | 2e (2016, 2017)    |
| Tonya Kinzinger                       | 5      | Maxime Dereymez                                        | 2                   | 11                       | 2e (2015,2017)     |
| Florent Mothe                         | 7      | Candice Pascal                                         | 0                   | 19                       | 1er (2017)         |
| Sylvie Tellier                        | 7      | Christophe Licata & Christian Millette (Paris et Lyon) | 0                   | 16                       | 1er (2017)         |
| Karine Ferri                          | 7      | Yann-Alrick Mortreuil                                  | 0                   | 12                       | 1er (2017)         |
| Valérie Damidot                       | 7      | Christian Millette                                     | 0                   | 3                        | 1er (2017)         |
| Philippe Candeloro                    | 2      | Candice Pascal                                         | 0                   | 4                        | 2e (2014, 2017)    |
| Candidat seulement lors du Grand Show |        |                                                        |                     |                          |                    |
| Baptiste Giabiconi                    | 2      | Candice Pascal                                         | 0                   | 1                        | 1re (2017)         |
| Brian Joubert                         | 5      | Katrina Patchett                                       | 0                   | 1                        | 3e (2015 à 2017)   |
| Camille Lou                           | 7      | Grégoire Lyonnet                                       | 1                   | 2                        | 1er (2017)         |
| Laurent Ournac                        | 4      | Denitsa Ikonomova                                      | 1                   | 1                        | 2e (2014, 2017)    |
| Loïc Nottet                           | 6      | Denitsa Ikonomova                                      | 0                   | 1                        | 2e (2016, 2017)    |
| Shy'm                                 | 2      | Maxime Dereymez                                        | 0                   | 1                        | 1re (2017)         |
| Tal                                   | 4      | Yann-Alrick Mortreuil                                  | 0                   | 1                        | 1re (2017)         |

En italique : série de victoire(s) en cours.

En gras: fin de série de victoire(s).

## Tournée 2018
Le jury est composé de Jean-Marc Généreux, Jaclyn Spencer et Chris Marques.
La présentation est assurée par Karine Ferri, puis par Sandrine Quétier et Laurent Ournac en alternance.
Les stars qui participent à la tournée sont Alizée, Agustín Galiana, Élodie Gossuin, Lenni-Kim, Laurent Maistret, Tatiana Silva et Sylvie Tellier.
Joy Esther annonce le 1er janvier 2018 sur les réseaux sociaux qu'elle ne pourra pas participer à la tournée pour des raisons familiales[pertinence contestée]. Elle ne fera finalement qu'Amnéville et Strasbourg.
Lenni-Kim et Laurent Maistret ont exceptionnellement changé de partenaire, lors des shows d'Amiens, Orléans et Dijon, Marie Denigot et Denitsa Ikonomova ne pouvant être présentes[pertinence contestée]. Elles ont été remplacées, respectivement par Coralie Licata et Jade Geropp. Lenni-Kim est également accompagné de Coralie Licata pour les shows de Clermont-Ferrand et Lyon.

### Calendrier 2018
| Date            | Lieu                                 | Heure | Présentation                       | Candidats                                                                   | Gagnants                              | Jury                                            |
| --------------- | ------------------------------------ | ----- | ---------------------------------- | --------------------------------------------------------------------------- | ------------------------------------- | ----------------------------------------------- |
| 13 janvier 2018 | Zénith – Nantes                      | 16h00 | Karine Ferri                       | Élodie Gossuin, Lenni-Kim, Laurent Maistret, Sylvie Tellier                 | Lenni-Kim et Marie Denigot            | Jean-Marc Généreux Jaclyn Spencer Chris Marques |
| 13 janvier 2018 | Zénith – Nantes                      | 21h00 | Karine Ferri                       | Élodie Gossuin, Lenni-Kim, Laurent Maistret, Sylvie Tellier                 | Laurent Maistret et Denitsa Ikonomova | Jean-Marc Généreux Jaclyn Spencer Chris Marques |
| 14 janvier 2018 | Zénith – Rouen                       | 17h00 | Karine Ferri                       | Élodie Gossuin, Lenni-Kim, Laurent Maistret, Sylvie Tellier                 | Lenni-Kim et Marie Denigot            | Jean-Marc Généreux Jaclyn Spencer Chris Marques |
| 19 janvier 2018 | Zénith Amiens Métropole              | 20h30 | Sandrine Quétier                   | Alizée, Élodie Gossuin, Lenni-Kim, Laurent Maistret, Tatiana Silva          | Laurent Maistret et Jade Geropp       | Jean-Marc Généreux Jaclyn Spencer Chris Marques |
| 20 janvier 2018 | Zénith – Orléans                     | 20h30 | Sandrine Quétier                   | Alizée, Élodie Gossuin, Lenni-Kim, Laurent Maistret, Tatiana Silva          | Lenni-Kim et Coralie Licata           | Jean-Marc Généreux Jaclyn Spencer Chris Marques |
| 21 janvier 2018 | Zénith – Dijon                       | 17h00 | Sandrine Quétier                   | Alizée, Élodie Gossuin, Lenni-Kim, Laurent Maistret, Tatiana Silva          | Laurent Maistret et Jade Geropp       | Jean-Marc Généreux Jaclyn Spencer Chris Marques |
| 26 janvier 2018 | La Seine Musicale - Paris            | 20h30 | Sandrine Quétier et Laurent Ournac | Agustín Galiana, Élodie Gossuin, Lenni-Kim, Laurent Maistret                | Lenni-Kim et Marie Denigot            | Jean-Marc Généreux Jaclyn Spencer Chris Marques |
| 27 janvier 2018 | La Seine Musicale - Paris            | 15h00 | Sandrine Quétier et Laurent Ournac | Agustín Galiana, Élodie Gossuin, Lenni-Kim, Laurent Maistret                | Agustín Galiana et Candice Pascal     | Jean-Marc Généreux Jaclyn Spencer Chris Marques |
| 27 janvier 2018 | La Seine Musicale - Paris            | 20h30 | Sandrine Quétier et Laurent Ournac | Agustín Galiana, Élodie Gossuin, Lenni-Kim, Laurent Maistret                | Agustín Galiana et Candice Pascal     | Jean-Marc Généreux Jaclyn Spencer Chris Marques |
| 28 janvier 2018 | La Seine Musicale - Paris            | 15h00 | Sandrine Quétier et Laurent Ournac | Agustín Galiana, Élodie Gossuin, Lenni-Kim, Laurent Maistret                | Lenni-Kim et Marie Denigot            | Jean-Marc Généreux Jaclyn Spencer Chris Marques |
| 2 février 2018  | Forest National - Bruxelles          | 20h00 | Laurent Ournac                     | Agustín Galiana, Élodie Gossuin, Lenni-Kim, Laurent Maistret, Tatiana Silva | Tatiana Silva et Christophe Licata    | Jean-Marc Généreux Jaclyn Spencer Chris Marques |
| 3 février 2018  | Zénith – Lille                       | 16h00 | Laurent Ournac                     | Agustín Galiana, Élodie Gossuin, Lenni-Kim, Laurent Maistret, Tatiana Silva | Laurent Maistret et Denitsa Ikonomova | Jean-Marc Généreux Jaclyn Spencer Chris Marques |
| 3 février 2018  | Zénith – Lille                       | 21h00 | Laurent Ournac                     | Agustín Galiana, Élodie Gossuin, Lenni-Kim, Laurent Maistret, Tatiana Silva | Agustín Galiana et Candice Pascal     | Jean-Marc Généreux Jaclyn Spencer Chris Marques |
| 4 février 2018  | Zénith – Lille                       | 15h00 | Laurent Ournac                     | Agustín Galiana, Élodie Gossuin, Lenni-Kim, Laurent Maistret, Tatiana Silva | Agustín Galiana et Candice Pascal     | Jean-Marc Généreux Jaclyn Spencer Chris Marques |
| 9 février 2018  | Zénith Sud - Montpellier             | 20H30 | Laurent Ournac                     | Alizée, Élodie Gossuin, Lenni-Kim, Laurent Maistret                         | Laurent Maistret et Denitsa Ikonomova | Jean-Marc Généreux Jaclyn Spencer Chris Marques |
| 10 février 2018 | Dôme - Marseille                     | 16H00 | Laurent Ournac                     | Alizée, Élodie Gossuin, Lenni-Kim, Laurent Maistret                         | Laurent Maistret et Denitsa Ikonomova | Jean-Marc Généreux Jaclyn Spencer Chris Marques |
| 10 février 2018 | Dôme - Marseille                     | 21H00 | Laurent Ournac                     | Alizée, Élodie Gossuin, Lenni-Kim, Laurent Maistret                         | Laurent Maistret et Denitsa Ikonomova | Jean-Marc Généreux Jaclyn Spencer Chris Marques |
| 16 février 2018 | Zénith d'Auvergne – Clermont-Ferrand | 20h30 | Sandrine Quétier                   | Alizée, Lenni-Kim, Laurent Maistret, Tatiana Silva                          | Laurent Maistret et Denitsa Ikonomova | Jean-Marc Généreux Jaclyn Spencer Chris Marques |
| 17 février 2018 | Halle Tony-Garnier – Lyon            | 16h00 | Sandrine Quétier                   | Alizée, Agustín Galiana, Lenni-Kim, Laurent Maistret, Tatiana Silva         | Agustín Galiana et Candice Pascal     | Jean-Marc Généreux Jaclyn Spencer Chris Marques |
| 17 février 2018 | Halle Tony-Garnier – Lyon            | 21h00 | Sandrine Quétier                   | Alizée, Agustín Galiana, Lenni-Kim, Laurent Maistret, Tatiana Silva         | Agustín Galiana et Candice Pascal     | Jean-Marc Généreux Jaclyn Spencer Chris Marques |
| 23 février 2018 | Bordeaux Métropole Arena             | 20h30 | Laurent Ournac                     | Alizée, Lenni-Kim, Laurent Maistret, Tatiana Silva                          | Laurent Maistret et Denitsa Ikonomova | Jean-Marc Généreux Jaclyn Spencer Chris Marques |
| 24 février 2018 | Zénith – Toulouse                    | 20h30 | Laurent Ournac                     | Alizée, Lenni-Kim, Laurent Maistret, Tatiana Silva                          | Laurent Maistret et Denitsa Ikonomova | Jean-Marc Généreux Jaclyn Spencer Chris Marques |
| 2 mars 2018     | Le Galaxie – Amnéville               | 20h30 | Sandrine Quétier                   | Alizée, Joy Esther, Lenni-Kim, Laurent Maistret                             | Lenni-Kim et Marie Denigot            | Jean-Marc Généreux Jaclyn Spencer Chris Marques |
| 3 mars 2018     | Zénith – Strasbourg                  | 20h30 | Sandrine Quétier                   | Alizée, Joy Esther, Lenni-Kim, Laurent Maistret                             | Joy Esther et Anthony Colette         | Jean-Marc Généreux Jaclyn Spencer Chris Marques |

### Danses exécutées 2018
| Couple                       | Style                     | Musique                                                                            |
| ---------------------------- | ------------------------- | ---------------------------------------------------------------------------------- |
| Laurent Maistret et Denitsa  | paso doble                | O Fortuna - Carl Orff                                                              |
| Laurent Maistret et Denitsa  | jive/hip hop              | Tightrope - Janelle Monáe                                                          |
| Lenni-Kim et Marie           | quickstep                 | La La Land - Justin Hurwitz                                                        |
| Lenni-Kim et Marie           | samba                     | I Want You Back - Jackson 5                                                        |
| Alizée et Grégoire           | cha-cha-cha               | September - Earth, Wind & Fire                                                     |
| Alizée et Grégoire           | rumba/danse contemporaine | Paradis Perdu - Christine and the Queens                                           |
| Tatiana Silva et Christophe  | rumba                     | Run to You - Whitney Houston                                                       |
| Tatiana Silva et Christophe  | salsa                     | End of Time - Beyoncé                                                              |
| Sylvie Tellier et Christophe | cha-cha-cha               | Shut Up and Dance - Walk the Moon                                                  |
| Sylvie Tellier et Christophe | tango argentin            | Can't Feel My Face - The Weeknd                                                    |
| Agustín Galiana et Candice   | samba                     | Mi Gente - Willy William & J Balvin                                                |
| Agustín Galiana et Candice   | paso doble                | Ameksa – Taalbi Brothers                                                           |
| Élodie Gossuin et Christian  | cha-cha-cha               | Alexandrie Alexandra - Claude François                                             |
| Élodie Gossuin et Christian  | danse contemporaine       | Fix You - Coldplay                                                                 |
| Joy Esther et Anthony        | cha-cha-cha               | Alexandrie Alexandra - Claude François                                             |
| Joy Esther et Anthony        | tango argentin            | El Tango de Roxanne - Ewan McGregor, José Feliciano, Jacek Koman, Richard Roxburgh |

### Palmarès 2018
| Candidat         | Saison | Partenaire                         | Nombre de victoires | Nombre de participations | Nombre de tournées |
| ---------------- | ------ | ---------------------------------- | ------------------- | ------------------------ | ------------------ |
| Laurent Maistret | 7      | Denitsa Ikonomova (et Jade Geropp) | 10                  | 24                       | 2e (2017, 2018)    |
| Lenni-Kim        | 8      | Marie Denigot (et Coralie Licata)  | 6                   | 24                       | 1re (2018)         |
| Agustín Galiana  | 8      | Candice Pascal                     | 6                   | 10                       | 1re (2018)         |
| Tatiana Silva    | 8      | Christophe Licata                  | 1                   | 12                       | 1re (2018)         |
| Joy Esther       | 8      | Anthony Colette                    | 1                   | 2                        | 1re (2018)         |
| Élodie Gossuin   | 8      | Christian Millette                 | 0                   | 17                       | 1re (2018)         |
| Alizée           | 4      | Grégoire Lyonnet                   | 0                   | 13                       | 5e (2014 à 2018)   |
| Sylvie Tellier   | 7      | Christophe Licata                  | 0                   | 3                        | 2e (2017, 2018)    |